# Matrimonio tra persone dello stesso sesso
     Matrimonio aperto alle coppie dello stesso sesso
     Matrimonio aperto alle coppie dello stesso sesso, ma non ancora in vigore
     Matrimonio di alcune altre giurisdizioni è pienamente riconosciuto
     Unioni civili
     Coabitazione non registrata
     Il matrimonio di alcune altre giurisdizioni è parzialmente riconosciuto
     Soggetto a una sentenza del tribunale internazionale
     Nessun riconoscimento

Riconoscimento legislativo nel mondo
Matrimonio aperto alle coppie dello stesso sesso
Matrimonio aperto alle coppie dello stesso sesso, ma non ancora in vigore
Matrimonio di alcune altre giurisdizioni è pienamente riconosciuto
Unioni civili
Coabitazione non registrata
Il matrimonio di alcune altre giurisdizioni è parzialmente riconosciuto
Soggetto a una sentenza del tribunale internazionale
Nessun riconoscimento

In vari Paesi il matrimonio è aperto alle coppie formate da persone dello stesso sesso. All'eventuale identicità di sesso di chi contrae matrimonio ci si riferisce comunemente parlando di matrimonio tra persone dello stesso sesso, matrimonio omosessuale o matrimonio gay.
L'apertura del matrimonio alle coppie dello stesso sesso è una delle rivendicazioni nell'ambito dei diritti civili. Essa nasce dall'esigenza di eliminare dalle legislazioni la disparità di trattamento basata sull'orientamento sessuale, sul presupposto che il rapporto omosessuale sia un'espressione della sessualità e che il diritto al matrimonio sia un diritto inalienabile della persona.
Laddove è aperto alle coppie dello stesso sesso, il matrimonio è talvolta descritto come "egualitario" in quanto in linea col principio di eguaglianza tra persone; da qui l'espressione matrimonio egualitario riferita al matrimonio nel suo insieme, accessibile da tutte le coppie a prescindere dal sesso dei contraenti.

## Legislazione sulle unioni omosessuali nel mondo
Al 23 gennaio 2025, il matrimonio egualitario è permesso in 39 Paesi del mondo: Andorra, Argentina, Australia, Austria, Belgio, Brasile, Canada, Cile, Colombia, Cuba, Costa Rica, Danimarca, Ecuador, Estonia, Finlandia, Francia, Germania, Grecia, Irlanda, Islanda, Liechtenstein, Lussemburgo, Malta, Messico, Nepal, Norvegia, Nuova Zelanda, Portogallo, Regno Unito, Slovenia, Spagna, Stati Uniti d'America, Sudafrica, Svezia, Svizzera, Taiwan, Thailandia, Uruguay e Regno dei Paesi Bassi (escluso Sint Maarten). Qui, così come in Israele, pur non essendo il matrimonio disciplinato per legge, è permesso alle coppie dello stesso sesso coniugate altrove di registrarvi il proprio matrimonio. 
In altri Paesi, quali Italia, Cipro, Croazia, Lettonia, Monaco, Montenegro, Repubblica Ceca, San Marino e Ungheria esistono discipline diverse dal matrimonio: esiste infatti, per le coppie omosessuali, la facoltà di accedere alle unioni civili, inclusa o no la possibilità di adottare il figlio del partner (stepchild adoption). Inoltre, alcune città e contee in Cambogia e Giappone offrono alcuni benefici alle coppie omosessuali, come il diritto di visita ospedaliera e la possibilità di registrare l'unione civile in alcune prefetture. Nel marzo 2024 l'Alta corte di Sapporo ha dichiarato incostituzionale il fatto che in Giappone non si possano celebrare matrimoni omosessuali.

### Cronologia
Nota: Paesi e territori in cui le leggi sul matrimonio omosessuale sono state abrogate non sono inclusi nella tabella.

### Africa

#### Algeria
Le leggi vigenti rendono l'omosessualità un crimine e la popolazione considera l'omosessualità come un vizio occidentale e contrario alla moralità islamica, per questo motivo anche il matrimonio egualitario è vietato. La maggior parte dei tentativi di matrimonio non ufficiale tra persone dello stesso sesso viene bloccata dalla polizia, come nel caso di un tentativo del 2005. 

#### Egitto
Molti testi antichi egizi suggeriscono che i matrimoni egualitari erano accettati e tolleranti, nell'Egitto odierno diritto personale e di famiglia (ad es. le leggi sul matrimonio, il divorzio e l'eredità) sono disciplinate dalla legge religiosa della persona o delle persone in questione. Poiché la legge religiosa di tutte le religioni ufficialmente riconosciute in
Egitto (principalmente l'islam e il cristianesimo copto ortodosso) non riconosce come legittime le relazioni omosessuali, la legge egiziana riconosce solo un matrimonio tra un uomo e una donna. Molti rapporti ufficiali della polizia suggeriscono che molti matrimoni egualitari clandestini sono stati bloccati e i partecipanti arrestati.

#### Namibia
Nel maggio del 2023, la Corte Suprema della Namibia si è pronunciata a favore del riconoscimento dei matrimoni tra persone dello stesso sesso celebrati in altre giurisdizioni.
Tuttavia il governo spinto dalle massicce proteste dei gruppi cristiani, ha presentato una proposta di legge che stabilisce l'unione solo tra uomo e donna se approvata nessun tribunale potrà approvare in maniera definitiva il matrimonio egualitario nel paese, e chi partecipa a matrimoni egualitari clandestini verrà severamente punito.

#### Nigeria
In Nigeria le relazioni omosessuali sono illegali e questo ha spinto il governo a prendere iniziative contro il fenomeno dei matrimoni egualitari clandestini. 
Il 29 novembre 2011, il Senato della Nigeria ha approvato il "disegno di legge sul matrimonio omosessuale (proibizione) del 2011". Il disegno di legge è stato approvato il 30 maggio 2013 dalla Camera dei rappresentanti della Nigeria.
Il 7 gennaio 2014, il presidente della Nigeria, Goodluck Jonathan, ha firmato la legge sul divieto di matrimonio tra persone dello stesso sesso, approvata dal parlamento nel maggio 2013.
Il Kano State Hisbah Corps ha arrestato per effetto della nuova legge, 12 giovani nel gennaio 2015 a Kano con l'accusa di organizzare un matrimonio tra persone dello stesso sesso. Gli uomini hanno negato, dicendo che stavano organizzando la festa di compleanno di un amico. Un caso simile è avvenuto nel 2018 le forze di polizia hanno arrestato 11 giovani donne con l'accusa di aver organizzato un matrimonio lesbico. Le donne hanno confutato le accuse, dicendo che stavano festeggiando la nomina del presidente del loro locale da ballo. Nel dicembre 2022, 19 persone sono state arrestate con accuse simili. Nessuno di questi casi ha portato a una condanna.

#### Repubblica Democratica Del Congo
Sebbene l'omosessualità sia legale, non vi è alcun riconoscimento per le coppie omosessuali, inoltre dal 2006 vige un divieto costituzionale che limita il matrimonio solo alle coppie del sesso opposto.

#### Tunisia
Il codice dello status personale non definisce esplicitamente il matrimonio tra un uomo e una donna, ma è implicito secondo il suo diverso articolo. Solo quel tipo di matrimonio è regolamentato. Non esiste alcuna legge che regoli i matrimoni omosessuali o le unioni civili. Nel 2020 le autorità tunisine hanno approvato il ricongiungimento familiare di una coppia omosessuale sposata all'estero, mossa inizialmente segnalata come riconoscimento indiretto del matrimonio, ma il governo ha ripetuto di non riconoscere i matrimoni omosessuali e l’approvazione potrebbe essere stata una svista amministrativa.

#### Sudafrica
Il Sudafrica è l'unico Paese del continente ad avere una legislazione in materia dal 30 novembre 2006.
La cerimonia religiosa è opzionale, le chiese possono infatti rifiutarsi di celebrare certi tipi di unione, mentre il rito civile è aperto a tutti.
In Sudafrica le coppie omosessuali possono adottare già dal 2002, mentre da molto prima è ammessa l'adozione da parte di single.
Il progetto di legge era stato presentato dopo che la Corte costituzionale dichiarò che l'esclusione delle coppie dello stesso sesso dal matrimonio è discriminatoria e perciò incostituzionale, ordinando ai legislatori di modificare le regole matrimoniali (il Marriage Act) entro un anno.

#### Zambia
Lo Zambia non riconosce le coppie dello stesso sesso. Nel 2006 il ministro degli Interni Ronnie Shikapwasha ha dichiarato che lo Zambia non avrebbe mai legalizzato il matrimonio tra persone dello stesso sesso, sostenendo che si tratta di un peccato che va contro lo status cristiano del Paese. Nel febbraio 2010, la Conferenza costituzionale nazionale (NCC) ha accettato all'unanimità di adottare una clausola che proibisce espressamente il matrimonio tra persone dello stesso sesso.

#### Uganda
Similmente come altri paesi africani anche in Uganda l'attività sessuale è illegale. Il 29 settembre 2005 il presidente Yoweri Museveni ha firmato un emendamento costituzionale che vieta il matrimonio tra persone dello stesso sesso. La clausola 2a della sezione 31 afferma: "Il matrimonio tra persone dello stesso sesso è proibito".

### Asia
In Asia solo tre Paesi, Israele, Taiwan e Nepal, hanno legislazioni di regolamentazione delle unioni dello stesso sesso mentre in Giappone e Corea del Sud ci sono alcuni riconoscimenti.

#### Corea Del Sud
La corte d'appello si è pronunciata a favore di una coppia il 21 febbraio 2023, ritenendo che l'assicurazione sanitaria del governo dovrebbe offrire una copertura coniugale alle coppie dello stesso sesso, il "primo riconoscimento legale delle prestazioni sociali per le coppie dello stesso sesso" in Corea del Sud.

#### Giappone
Nel febbraio 2015, il distretto di Shibuya (a Tokyo) ha annunciato l'intenzione di istituire un sistema di partenariato che riconoscesse le coppie dello stesso sesso per situazioni come le visite in ospedale e l'affitto condiviso di appartamenti. Questa procedura consente alle coppie di ottenere un documento di "prova di unione", che non ha alcun valore per la legge giapponese ma può aiutare, ad esempio, ad avere accesso a un partner malato e in ospedale, ma le istituzioni non hanno alcun obbligo legale di rispettare i certificati. Il sistema di Shibuya è considerato un passo significativo verso i diritti di coppia gay e lesbica in Giappone. Nel luglio 2015, il reparto Setagaya di Tokyo ha annunciato che si sarebbe unita a Shibuya nel riconoscere le unioni tra persone dello stesso sesso a partire dal novembre dello stesso anno. Da allora, 100 comuni hanno iniziato a rilasciare certificati di partenariato, tra cui le popolose Yokohama, Osaka, Sapporo, Fukuoka, Kyoto, Kawasaki, Saitama e Hiroshima, oltre a dieci prefetture, tra cui Ibaraki, Osaka, Gunma, Saga e Mie. 
Il 17 marzo 2021, un tribunale distrettuale di Sapporo ha stabilito che le leggi o i regolamenti che privano le coppie dello stesso sesso del diritto di sposarsi costituiscono una discriminazione illegittima e violano l'articolo 14 della Costituzione del Giappone. La corte ha rilevato che l'articolo 24 non vieta il riconoscimento dei matrimoni tra persone dello stesso sesso. La sentenza non ha legalizzato il matrimonio tra persone dello stesso sesso in Giappone, ma è probabile che aumenti le pressioni sulla dieta nazionale affinché agisca.

Il 26 giugno 2022, un tribunale distrettuale di Osaka ha annullato una sentenza contrastante con la sentenza dell'anno precedente fuori Sapporo. Ha stabilito che il divieto di matrimonio tra persone dello stesso sesso non è incostituzionale. La sentenza non ha cambiato lo status giuridico del matrimonio tra persone dello stesso sesso in Giappone in quanto non si è verificato presso un tribunale con il potere di stabilire un precedente legale vincolante. I ricorrenti hanno indicato l'intenzione di impugnare la decisione. Restano in corso altri procedimenti giudiziari simili in altri tribunali distrettuali di Tokyo, Nagoya e Fukuoka. 
 Inoltre, il governo metropolitano di Tokyo di recente ha annunciato un piano, che entrerà in vigore a ottobre, per accettare registrazioni da coppie dello stesso sesso in cerca di certificati delle loro unioni. Il 1º novembre, Tokyo ha finalmente implementato un sistema di registrazione delle relazioni legalmente riconosciuto per le coppie dello stesso sesso.

#### Israele
Nello Stato di Israele, mancando l'istituto del matrimonio civile, sia eterosessuale sia (eventualmente) omosessuale, ed essendo il matrimonio sottoposto alle autorità religiose, non è possibile contrarre matrimoni omosessuali. Nonostante ciò in base a una decisione della Corte Suprema di Israele del 21 novembre 2006 lo Stato di Israele riconosce i matrimoni omosessuali contratti all'estero.
In Israele è stato riconosciuto il diritto di adottare i figli del proprio partner nell'ambito di coppie omosessuali; è in discussione, ma non ancora approvata, una proposta per rendere automatica la successione all'interno di coppie omosessuali. In alcune città, come Tel Aviv, alle coppie omosessuali sono riconosciuti gli stessi diritti assistenziali previsti per le coppie eterosessuali.

#### Taiwan
Il 24 maggio 2017 la Corte costituzionale di Taiwan ha sentenziato in favore delle coppie dello stesso sesso affermando che queste hanno il diritto di contrarre legalmente un matrimonio proprio come quelle eterosessuali. Il parlamento ha avuto a disposizione due anni di tempo dalla sentenza per legiferare al riguardo e adeguarsi.
Il matrimonio egualitario è diventato legge a partire dal 17 maggio 2019, rendendo Taiwan il primo paese asiatico ad averlo legalizzato.

#### Maldive
Le relazioni omosessuali sono illegali nel paese, per tanto i matrimoni tra persone dello stesso sesso, le unioni civili e le unioni domestiche, non sono riconosciute alle Maldive.
La sezione 410 (a) del codice penale delle Maldive (in vigore dal 16 luglio 2015) criminalizza il matrimonio tra persone dello stesso sesso affermando che è un reato se "due persone dello stesso sesso contraggono matrimonio".

#### Mongolia
La Mongolia è considerato un paese aperto alle persone omosessuali, tuttavia la società è molto conservatrice sul matrimonio egualitario. L'articolo 16 della costituzione stabilisce che l'unica unione consentita è quella tra uomo e donna.

#### Nepal
Nel marzo 2023 una sentenza della corte Suprema del Nepal ha stabilito che il paese deve riconoscere i matrimoni celebrati all'estero, inoltre è stata emanata un'ulteriore sentenza che obbliga il governo ad approvare il matrimonio per gli omosessuali all'interno delle leggi nazionali. 
Il 28 giugno 2023 il Nepal è diventato il secondo paese asiatico a legalizzare il matrimonio egualitario. Nell'ultima settimana di novembre 2023, il Ministero degli Affari Interni ha consentito agli uffici amministrativi locali di iniziare a registrare i matrimoni tra persone dello stesso sesso. La coppia a cui in precedenza era stato negato il diritto di sposarsi a luglio, ha registrato con successo il proprio matrimonio il 29 novembre. Il Nepal è stato il primo paese dell'Asia meridionale, il secondo in Asia dopo Taiwan e il 36º al mondo a legalizzare il matrimonio tra persone dello stesso sesso.

### Europa

Situazione legislativa in Europa:
Paesi che prevedono il matrimonio anche per le coppie dello stesso sesso
Paesi che prevedono unioni civili
Paesi in cui la convivenza non registrata è riconosciuta
Paesi in cui i matrimoni celebrati all'estero sono riconosciuti
Paesi senza riconoscimento o con una situazione legislativa ambigua
Paesi in cui i matrimoni per le coppie dello stesso sesso sono illegali

Paesi che prevedono il matrimonio anche per le coppie dello stesso sesso
     Paesi che prevedono unioni civili
     Paesi in cui la convivenza non registrata è riconosciuta
     Paesi in cui i matrimoni celebrati all'estero sono riconosciuti
     Paesi senza riconoscimento o con una situazione legislativa ambigua
     Paesi in cui i matrimoni per le coppie dello stesso sesso sono illegali

#### Andorra
Le unioni civili sono disponibili dal 2014.
Nel marzo 2020 il parlamento ha presentato una proposta di legge sul matrimonio tra persone dello stesso sesso, dopo una serie di slittamenti la proposta è stata discussa dall'aprile 2022 ed è stata approvata il 21 luglio 2022 ed è stata firmata da uno dei co-principi, 3 settimane dopo.
La legge che consente il matrimonio tra persone dello stesso sesso entrata in vigore a partire dal 17 febbraio 2023, dopo essere stata promulgata da Emmanuel Macron il 17 agosto 2022.

#### Austria
Il matrimonio è aperto alle coppie dello stesso sesso dal 1º gennaio 2019. La Corte costituzionale del Paese nel dicembre 2017 ha dichiarato incostituzionale l'esclusione delle coppie dello stesso sesso dal matrimonio; la sentenza è entrata in vigore dopo un anno.

#### Belgio
Dal 30 gennaio 2003 il Belgio è il secondo Paese al mondo che ha riconosciuto il matrimonio tra persone dello stesso sesso. Come nei Paesi Bassi, la legge sul matrimonio omosessuale ha visto la luce quando il partito cristiano-democratico non era al potere.
Per alcuni mesi sono state in vigore restrizioni sugli omosessuali stranieri desiderosi di contrarre matrimonio, poi cancellate con una nuova regolamentazione in vigore dal 2004 che, prescindendo dal sesso delle coppie che vogliono sposarsi, richiede ad almeno uno dei partner la residenza in territorio belga da minimo tre mesi.
Inizialmente la legge belga non permetteva alle coppie omosessuali l'adozione congiunta di minori e nel caso di figli di uno dei partner lo sposo, o il convivente, dello stesso sesso non poteva diventarne genitore; la legge è cambiata con una riforma in materia di adozioni approvata in via definitiva il 20 aprile 2006.

#### Croazia
La Croazia vieta esplicitamente in Costituzione di chiamare "matrimonio" l'unione tra due persone dello stesso sesso.
Attraverso un'espressione popolare avvenuta con un referendum (similmente alla vicina Slovenia che ha così abrogato la legge sulle unioni fra persone dello stesso sesso) ha infatti specificato nella propria Costituzione che la definizione di matrimonio è da considerarsi tale come nella tradizionale accezione del termine, cioè fra uomo e donna. Questo per prevenire l'introduzione di leggi in materia deliberate dalla sola espressione parlamentare, temporanea, e dare il quadro della volontà di tutti i cittadini.
Un anno dopo è stata però approvata una legge sulle unioni civili, fermi restando i presupposti costituzionali della definizione tradizionale e naturalmente procreativa (coppia eterosessuale) inserita in Costituzione, sulla base dell'espressione popolare del referendum.

#### Danimarca
Il matrimonio è aperto alle coppie dello stesso sesso dal 15 giugno 2012. Il Parlamento della Danimarca, con 85 voti favorevoli e 24 contrari più due astenuti, ha approvato definitivamente il 7 giugno 2012 una legge che cancella il requisito di essere un uomo e una donna per poter contrarre matrimonio e quindi permette anche alle coppie dello stesso sesso di sposarsi. La legge consente a due persone dello stesso sesso di unirsi in matrimonio in municipio o, a scelta, in chiesa secondo i riti della Chiesa di Stato danese; nessun prete, comunque, può essere forzato a sposare persone dello stesso sesso. Le unioni civili registrate, che erano in vigore già dal 1989, sono state ufficialmente abrogate e alle coppie dello stesso sesso che vi avevano avuto accesso venne riconosciuta la possibilità di convertire la propria partnership registrata in matrimonio.

#### Estonia
In Estonia sono in vigore dal 2016 le unioni civili, con inclusa l'adozione del figlio del partner, la stepchild adoption. È stato il primo Paese dell'ex Unione Sovietica a legiferare in materia ed è considerato pertanto uno dei paesi dell'Est Europa più liberali da tale punto di vista.
Il 20 giugno 2023 diventa la prima nazione baltica e anche tra quelle ex-sovietiche a legalizzare il matrimonio egualitario per persone dello stesso sesso.

#### Finlandia
La Finlandia è stata l'ultimo Paese nordico ad aver esteso il matrimonio anche alle coppie dello stesso sesso. Nel 2013 nacque la campagna "Tahdon2013" (dal finlandese: Lo voglio 2013) per raccogliere almeno 50 000 firme necessarie per portare in Parlamento una legge di iniziativa popolare sul matrimonio gay. Ne furono raccolte almeno 167 000.) Il 28 novembre 2014 il parlamento ha ratificato la legge con 105 a favore, 92 contrari e 2 assenti, diventando così la prima legge di iniziativa popolare ad essere approvata e diventando il dodicesimo Stato europeo a introdurre tale legislazione. Il 17 febbraio 2016 sono state approvate le norme per regolare l'estensione del matrimonio anche alle coppie omosessuali, precedentemente unite civilmente. Il matrimonio egalitario è entrato in vigore il 1º marzo 2017.

#### Francia
Il 7 novembre 2012 il governo francese, presieduto da François Hollande, ha varato il disegno di legge che estende l'istituto del matrimonio anche alle coppie dello stesso sesso. Il disegno di legge prevede inoltre la possibilità anche per le coppie dello stesso sesso di accedere alle adozioni dopo aver contratto matrimonio. L'iter parlamentare ha avuto inizio nel febbraio 2013, prima con l'approvazione il 12 febbraio 2013 dell'intero disegno di legge da parte dell'Assemblea nazionale, e poi con l'approvazione anche da parte del Senato il 12 aprile 2013, con alcuni emendamenti che hanno richiesto un ulteriore passaggio all'Assemblea Nazionale.. Il 23 aprile 2013, con 331 voti a favore e 225 voti contrari, l'Assemblea Nazionale ha dato la sua approvazione definitiva alla legge, diventando così la quattordicesima nazione al mondo a estendere l'istituto del matrimonio alle coppie dello stesso sesso. La legge inoltre estende alle coppie dello stesso sesso anche la possibilità di adottare figli. La legge è stata ufficialmente promulgata il 18 maggio 2013.
Durante le elezioni presidenziali in Francia del 2017 la candidata Marine Le Pen si era detta favorevole ad abrogare la legge in favore delle unioni civili, dichiarando che i matrimoni già celebrati sarebbero stati validi.
Alle Elezioni presidenziali in Francia del 2022 Marine Le Pen si candida nuovamente affermando però di aver abbandonato l'idea di abolire il matrimonio egualitario e gran parte dei diritti LGBT; le sue dichiarazioni vengono confermate anche da altri esponenti del suo partito Rassemblement National, tra cui il vice presidente, Jordan Bradella, inoltre sia le Pen che il partito confermano che sotto le loro amministrazioni nessuno toglierà diritti ai francesi.

#### Germania
Il matrimonio è aperto alle coppie dello stesso sesso dal 2017. Il parlamento tedesco, con 393 voti a favore e 226 voti contrari più 4 astenuti, ha approvato in via definitiva il 30 giugno 2017 un disegno di legge per l'apertura del matrimonio e dell'adozione congiunta di minori alle coppie dello stesso sesso. Il disegno di legge era stato proposto dal consiglio federale, il quale a seguito del voto finale del parlamento lo ha approvato anch'esso in via definitiva. La cancelliera tedesca Angela Merkel ha votato contro, ma ha tuttavia invitato tutti ad esprimere un voto secondo coscienza e non di partito. La promulgazione da parte del capo dello Stato, il presidente Frank-Walter Steinmeier, è avvenuta il 20 luglio 2017, seguita otto giorni dopo dalla pubblicazione sulla gazzetta ufficiale. I primi matrimoni tra persone dello stesso sesso sono stati celebrati il 1º ottobre 2017.
Successivamente il partito di estrema destra AFD ha intrapreso una campagna per abolire il matrimonio egualitario e l'11 ottobre 2018 il partito presentò una mozione a questo scopo ricevendo forti condanne da tutti i partiti del parlamento, che ormai ritengono la questione chiusa. La mozione è stata respinta sia dalla corte costituzionale che dai partiti del governo che avevano ritenuto la legge "inappropriata e antidemocratica". Da allora il partito non ha più condotto campagne contro il matrimonio egualitario e le leggi LGBT in generale. Ancora oggi AFD è l'unico partito in parlamento che si dimostra contrario al matrimonio egualitario.

#### Grecia
Il 23 dicembre 2015 il parlamento greco, con 193 voti a favore e 56 contrari, ha approvato la legge proposta dal governo presieduto da Alexīs Tsipras che legalizza le unioni civili tra persone dello stesso sesso. La legge prevede sostanzialmente gli stessi diritti del matrimonio ma esclude la possibilità delle adozioni.
Il 15 febbraio 2024, il governo conservatore di Kyriakos Mītsotakīs ha legalizzato il matrimonio egualitario, rendendo ufficialmente la Grecia il primo paese a maggioranza cristiano-ortodossa a legalizzare tali unioni.

#### Irlanda
In Irlanda il matrimonio tra persone dello stesso sesso è riconosciuto a livello costituzionale dal 22 maggio 2015. L'allargamento del diritto al matrimonio alle persone omosessuali è avvenuto a seguito dell'approvazione, da parte del 62,1% dei votanti (1,2 milioni), di un referendum costituzionale che ha modificato l'articolo 41 della Costituzione del 1937 con l'inserimento del comma: Il matrimonio può essere contratto per legge da due persone, senza distinzione di sesso.
L'Irlanda è stata il primo Paese al mondo ad aver introdotto questo tipo di unione tramite un voto popolare.

La proposta era sostenuta dal governo e dai maggiori partiti politici della capitale, a fronte di un forte astensionismo rispetto ad una popolazione residente pari a circa 6 milioni di abitanti, e 3,2 milioni di utenti registrati al voto.

#### Islanda
In Islanda il matrimonio tra persone dello stesso sesso è stato introdotto il 27 giugno 2010. Il disegno di legge per la legalizzazione è stato approvato dal parlamento islandese, l'Althing, l'11 giugno 2010. Nessun membro del parlamento ha votato a sfavore dell'approvazione della legge. L'Islanda è stato il nono paese al mondo ad adottare una disciplina specifica e favorevole al vincolo di coniugio tra persone aventi i medesimi caratteri sessuali. Nel paese, dal 2006, era già presente il riconoscimento delle unioni civili tramite l'istituto giuridico dello staðfest samvist.
Il matrimonio fu riconosciuto durante il governo (febbraio 2009 - maggio 2013) di Jóhanna Sigurðardóttir che fu la prima donna apertamente omosessuale al mondo a diventare capo di governo.

#### Italia

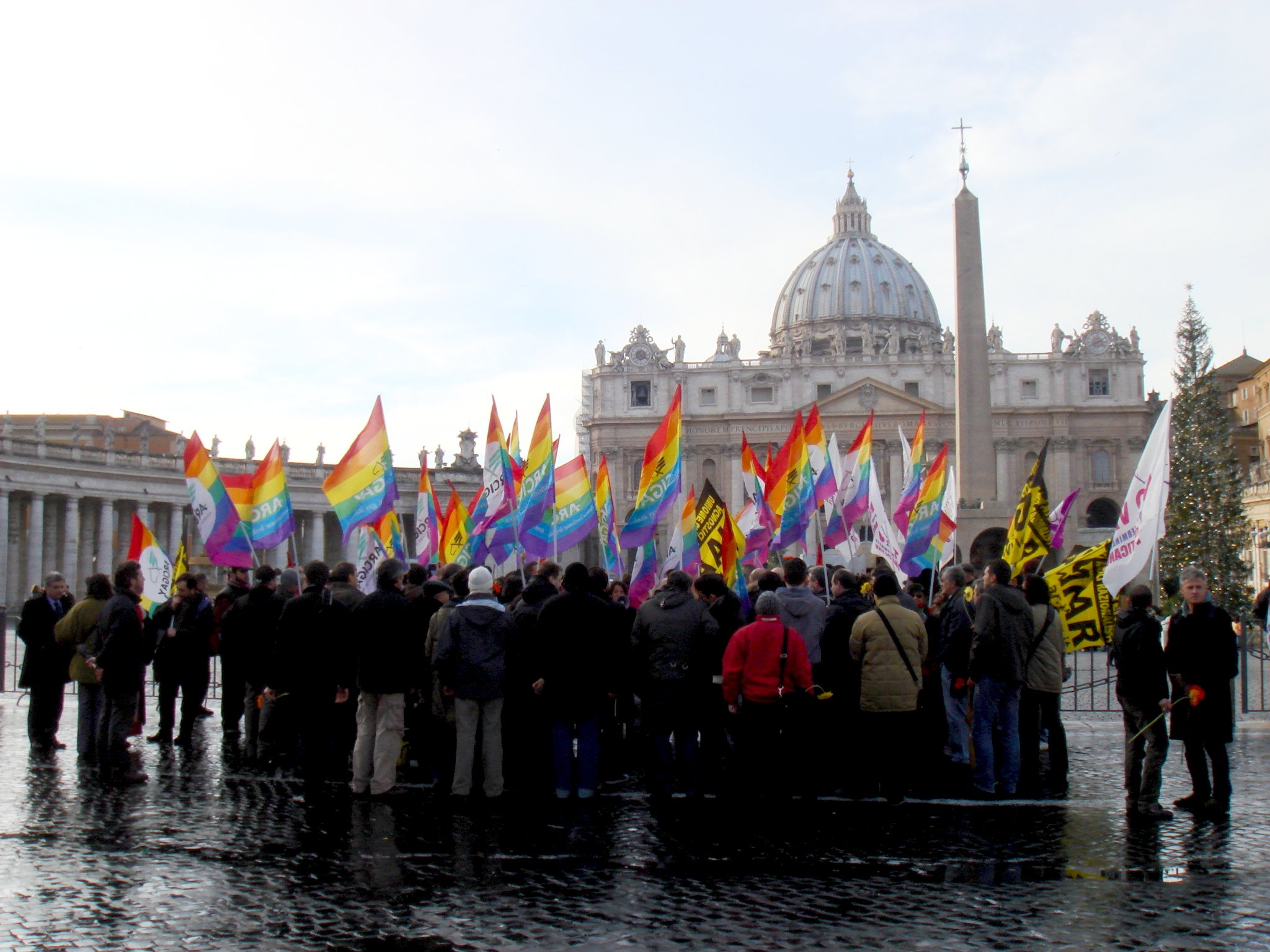
Manifestazione per i diritti omosessuali nel 2008 presso il Vaticano

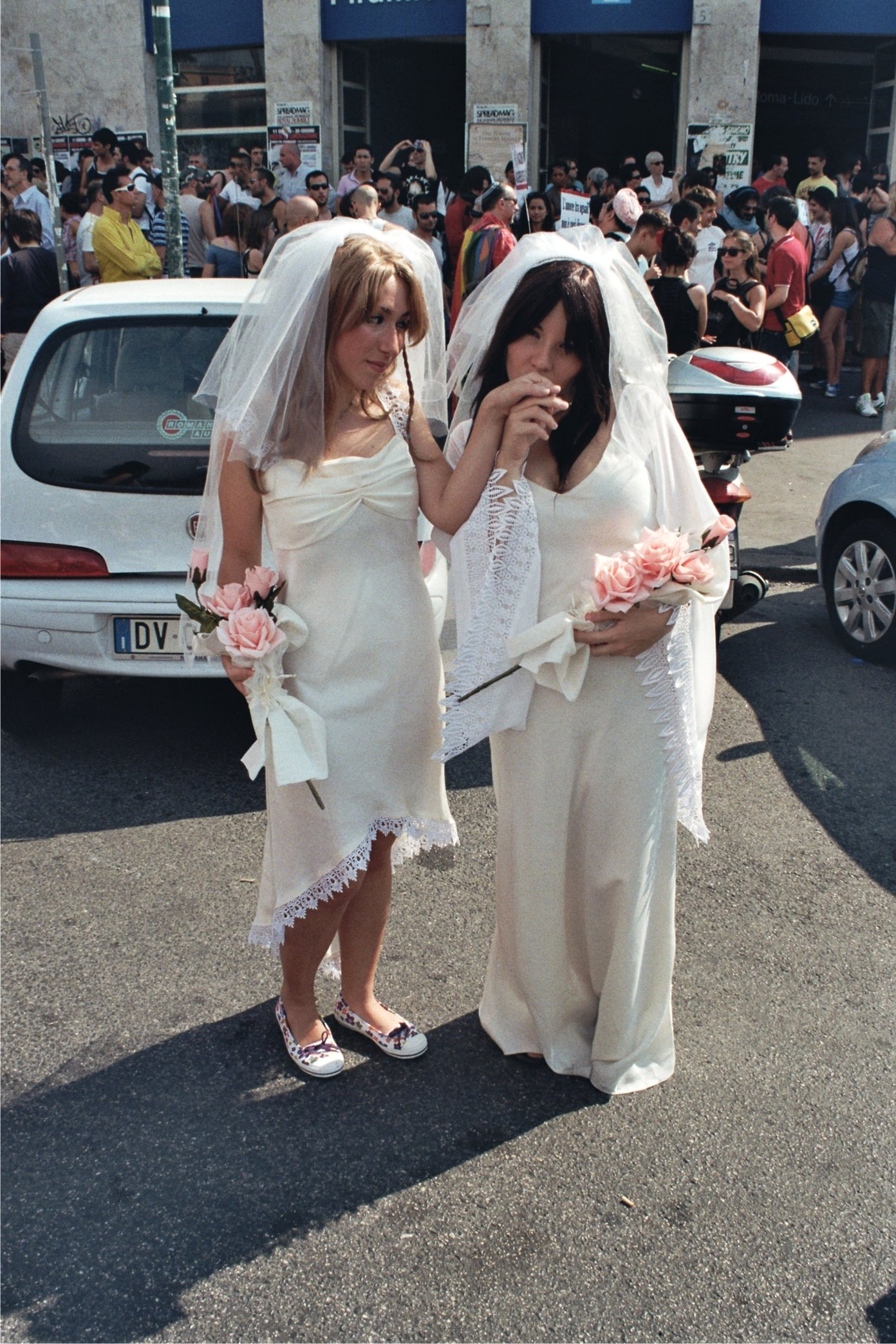
Due manifestanti vestite da spose al Roma Pride del 2010

La giurisprudenza in Italia non proibisce espressamente aggregazioni familiari formalizzate dello stesso sesso: la Cassazione, in proposito, con propria sentenza del 15 marzo 2012 stabilì infatti che — pur a fronte del rigetto della richiesta di riconoscimento di un matrimonio omosessuale contratto all'estero — nell'ordinamento giuridico italiano la diversità di sesso dei nubendi non è presupposto indispensabile, naturalistico, del matrimonio, aggiungendo che nulla osta acché il parlamento legiferi in favore di tali formazioni familiari, come anche ribadito nella successiva ordinanza 14329/2013 in cui fu stabilita l'illiceità dell'annullamento automatico del matrimonio in caso di cambio di sesso di uno dei coniugi.
Nonostante l'inesistenza di divieti, tuttavia, il Paese non ha una legislazione che disciplini in maniera esplicita il matrimonio.
La cosiddetta «legge Cirinnà» del 2016 (dal nome della proponente, la senatrice Monica Cirinnà), Regolamentazione delle unioni civili tra persone dello stesso sesso e disciplina delle convivenze, permette alle coppie dello stesso sesso di registrare la propria unione alla presenza di un ufficiale di stato civile e da tale atto far discendere una serie di diritti e doveri reciproci, morali e patrimoniali in parte equiparabili al matrimonio.
La versione finale della legge fu tagliata rispetto al disegno originale che prevedeva, insieme a una serie di situazioni giuridiche sostanzialmente simili a quelle previste per il matrimonio, il dovere di fedeltà tra i componenti dell'unione civile e la possibilità di adottare il figlio del partner, su cui tra le varie componenti non si trovò accordo.
In corso d'anno l'adozione del figlio del partner fu ammessa attraverso un parere positivo della prima sezione civile della Corte di cassazione.
Il 31 gennaio 2017, per la prima volta in Italia, la Cassazione riconobbe con sentenza numero 2487 il primo matrimonio tra due persone dello stesso sesso.
Nel dettaglio la Corte stabilì che un matrimonio celebrato all'estero deve essere riconosciuto anche nella giurisdizione italiana qualora almeno uno dei due coniugi sia cittadino di un paese dell'Unione europea in cui è in vigore il matrimonio egualitario.

#### Liechtenstein
Il 17 maggio 2024 il Parlamento del Liechtenstein vota in favore del matrimonio egualitario, che il 1º gennaio 2025 entra in vigore.

#### Lussemburgo
Il matrimonio è aperto alle coppie dello stesso sesso da gennaio 2015. Il Parlamento del Lussemburgo, con 56 voti a favore e 4 voti contrari, ha approvato il 18 giugno 2014 un disegno di legge governativo per l'apertura del matrimonio alle coppie dello stesso sesso. La riforma, promulgata dal capo dello Stato e pubblicata in gazzetta ufficiale nel luglio dello stesso anno, è entrata in vigore il 1º gennaio 2015. Le coppie dello stesso sesso unite in matrimonio possono anche adottare bambini.

#### Malta
Il matrimonio è aperto alle coppie dello stesso sesso dal 1º settembre 2017. Il parlamento maltese, con 66 voti a favore e 1 voto contrario, ha approvato in via definitiva il 12 luglio 2017 un disegno di legge governativo per l'apertura del matrimonio alle coppie dello stesso sesso. La validità dei matrimoni tra persone dello stesso sesso celebrati altrove era già riconosciuta dal 2014. Il primo ministro maltese Joseph Muscat annuncia su twitter che mercoledì 12 Luglio 2017 il parlamento si sarebbe riunito per il voto finale ad una misura che, qualora varata, avrebbe permesso alle coppie dello stesso sesso di contrarre un regolare matrimonio e accedere a pieno all'adozione prevedendo un esito positivo. La legge non è un singolo atto ma una serie di emendamenti che andranno a implementare l'attuale Marriage Act, il codice civile e il codice penale. La promulgazione da parte del capo dello Stato, la presidente Marie Louise Coleiro Preca, e la pubblicazione sulla gazzetta ufficiale sono avvenute il 1º agosto 2017.

#### Norvegia

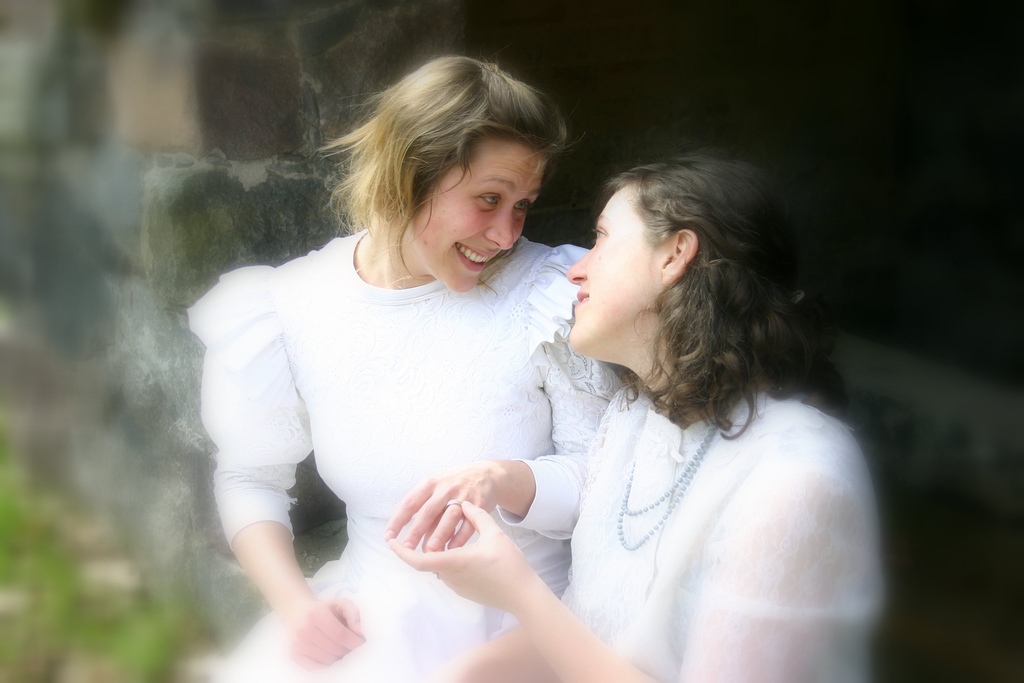
Due donne in abito da sposa

L'11 giugno 2008 il parlamento norvegese ha approvato a larga maggioranza una legge che ha aperto l'istituto del matrimonio anche alle coppie omosessuali. Il voto è stato accolto con applausi dalla galleria per il pubblico. Il deputato laburista Gunn Karin Gjul ha dichiarato: "È un giorno storico" e ha paragonato la nuova legge "al suffragio universale e alla legge sulla parità dei sessi". Contro la legge si sono schierati il Partito Popolare Cristiano e il populista Partito del Progresso, all'opposizione. Il nuovo diritto matrimoniale è stato approvato dalla coalizione di governo: Partito Laburista, Partito di Centro e Partito Socialista di Sinistra, ma anche dai Conservatori e i Liberali all'opposizione.

#### Paesi Bassi
I Paesi Bassi sono stati il primo Paese al mondo ad aprire il matrimonio a coniugi dello stesso sesso il 1º aprile 2001.
I matrimoni fra persone dello stesso sesso sono consentiti anche nelle isole caraibiche di Bonaire, Sint Eustatius e Saba, divenute parte dei Paesi Bassi a seguito della riforma che ha portato alla dissoluzione delle Antille Olandesi.
In aggiunta al matrimonio, sono in vigore le unioni registrate per coppie di sesso diverso o dello stesso sesso del tutto simili alle nozze tradizionali e la regolamentazione delle convivenze di fatto.

#### Polonia
La Polonia non prevede alcun riconoscimento di diritti per le persone LGBT.
Tuttavia nel 2022 la società polacca si è mostrata più tollerante, tanto che il supporto alle unioni civili e al matrimonio egualitario è salito di molto.
Nel novembre dello stesso anno, la Corte costituzionale polacca ha emesso una sentenza con la quale ha stabilito che i matrimoni egualitari celebrati all'estero, in nazioni UE dove sono in vigore, debbano essere riconosciuti sotto la legge polacca.
Alcuni avvocati ed economisti hanno raccomandato la legalizzazione del matrimonio egualitario su base nazionale, tuttavia non ci sono azioni concrete da parte del governo (di idee cristiane conservatrici) o della Corte costituzionale.

#### Portogallo
L'8 gennaio 2010 il parlamento portoghese ha approvato la proposta di legge per regolarizzare il matrimonio omosessuale, escludendo però la possibilità di adottare figli. Il primo ministro José Sócrates ha definito la votazione "un momento storico". Il presidente della Repubblica Aníbal Cavaco Silva (membro del partito conservatore) inizialmente dichiarò che si sarebbe avvalso del diritto di veto, che avrebbe potuto essere reso nullo da una nuova votazione favorevole del parlamento sullo stesso testo, ma in seguito ha cambiato opinione e ha firmato la legge il 17 maggio 2010.

#### Principato di Monaco
Dal 27 giugno 2020 è riconosciuto il diritto di convivenza per le coppie dello stesso sesso.

#### Regno Unito

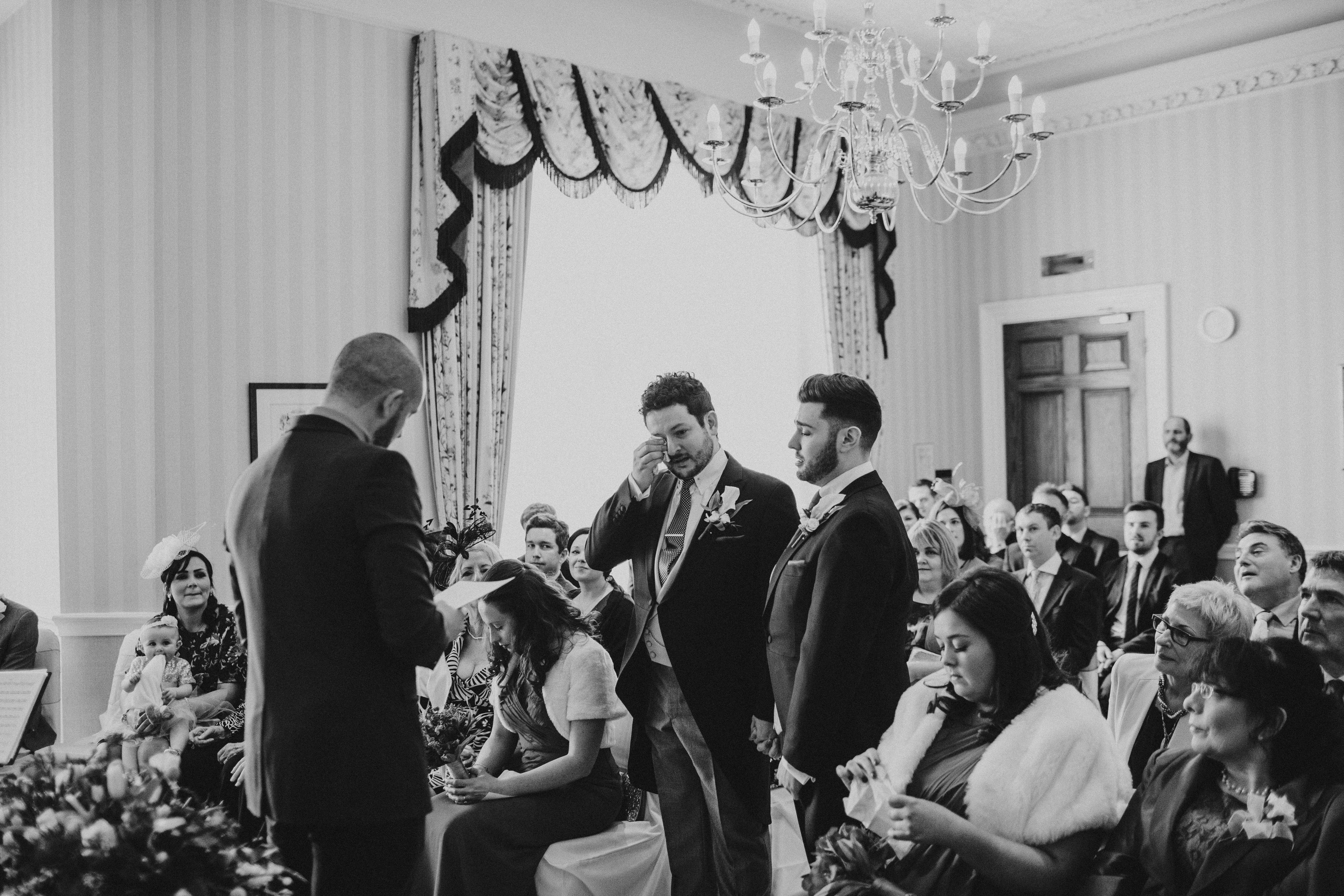
Celebrazione di un matrimonio nel Regno Unito

Il matrimonio è aperto alle coppie dello stesso sesso dal 2014 in Inghilterra, Galles e Scozia; dal 2020 anche in Irlanda del Nord.

#### Romania
In Romania non sono in vigore né le unioni civili né il matrimonio egualitario, risultando uno dei paesi dell'Est Europa a non aver legiferato in materia.
Il 6 e 7 ottobre 2018 si è svolto un referendum per chiedere ai cittadini romeni di esprimersi sull'opportunità di rendere illegali i matrimoni omosessuali. L'affluenza è stata minore del 30%, non è stato raggiunto il quorum e pertanto il referendum è stato annullato.

#### Russia
La Russia non prevede alcun riconoscimento di diritti per le persone LGBT. Nel Paese dal 2013 vi è inoltre il divieto di propagandare qualsiasi argomento attinente all'omosessualità e ai diritti per le persone LGBT rivolto ai minori di 18 anni a livello federale; in alcune regioni vige una legislatura specifica che vieta la propaganda dell'omosessualità, bisessualità e/o transgenderismo.

#### San Marino
Il 15 novembre 2018 sono state approvate ufficialmente le unioni civili, tanto per le coppie omosessuali che per quelle eterosessuali, con 40 voti favorevoli, 4 contrari e 4 astenuti. Esse sono equiparate al matrimonio in materia di residenza, cittadinanza, assistenza sanitaria, successione, previdenza e pensione di reversibilità.

#### Slovenia
La Slovenia, similmente alla vicina Croazia, vieta il matrimonio gay sulla base di una consultazione popolare indetta dai partiti di opposizione (forti di un precedente referendum, datato 2012, in cui il 55% degli sloveni si era detto contrario al matrimonio tra omosessuali).
Immediatamente dopo la sua approvazione è stato indetto un referendum per abrogare la legge sui matrimoni gay che il parlamento della Slovenia aveva approvato il 3 marzo 2015 con 51 voti a favore e 28 voti contrari. Il 20 dicembre 2015, la popolazione tutta fu chiamata ad esprimersi con un referendum (dove votò poco più del 36% degli aventi diritto) e la maggioranza (63% dei votanti) abrogò la legge che istituiva il matrimonio e l'adozione per coppie dello stesso sesso, riconfermando quindi le posizioni popolari già espresse, preventivamente all'approvazione della legge poi abrogata, con un altro referendum nel 2012.
Nel 2016 la Slovenia approvò una legge sulle unioni civili (con esclusione dell'adozione di figli) entrata poi in vigore nel febbraio 2017.
Dall'8 luglio 2022 le coppie omosessuali possono unirsi in matrimonio dopo la sentenza della Corte costituzionale, la sentenza ha avuto effetto immediato e il governo ha avuto 6 mesi per trasformarla in legge.
Il 30 settembre 2022 il governo ha ratificato il provvedimento in legge 2 mesi dopo la sentenza costituzionale.

#### Spagna

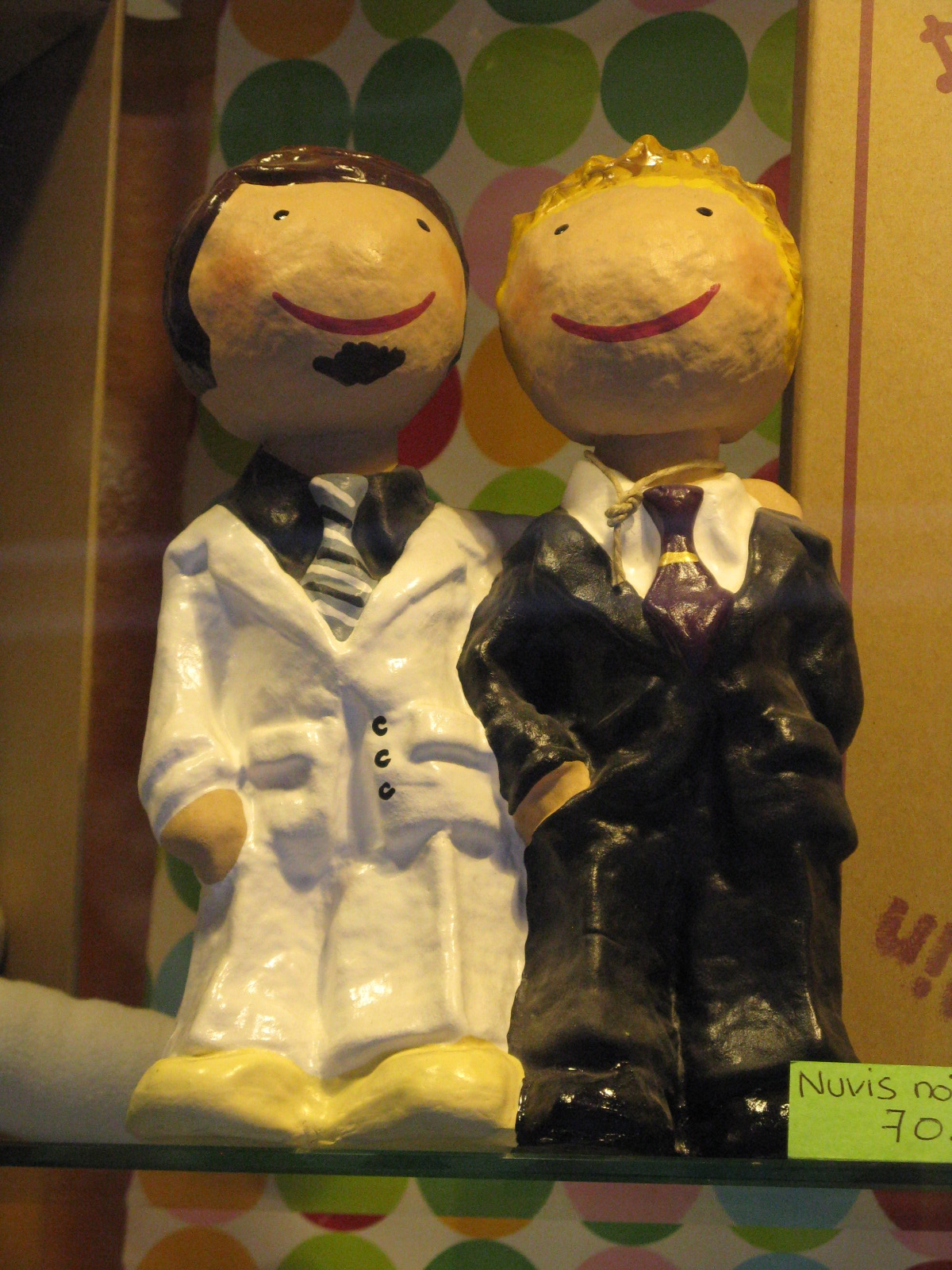
Una decorazione da torta nuziale, in cui si raffigurano due uomini, in una vetrina del centro di Barcellona.

Con la legge n. 13/2005 approvata dal parlamento spagnolo durante il Governo Zapatero il 30 giugno 2005 e in vigore dal 3 luglio 2005, la Spagna ha cambiato il proprio diritto di famiglia, estendendo la possibilità di contrarre matrimonio civile e di adottare figli anche alle coppie di omosessuali.
Accanto al matrimonio, continuano a esistere in Spagna le leggi e i registri delle coppie di fatto, che sono giuridicamente e concettualmente differenti dal matrimonio e riguardando allo stesso modo sia le coppie eterosessuali sia quelle omosessuali.

#### Svezia
Nel novembre 2008 il primo ministro svedese Fredrik Reinfeldt ha annunciato l'estensione al matrimonio per coppie dello stesso sesso a far data dal 1º maggio 2009: tale estensione ha effetto anche sulla Chiesa svedese, così come già accade per quella norvegese.

#### Svizzera
Nel 2004 il Parlamento svizzero aveva approvato una legge per creare un istituto apposito per le coppie omosessuali, definita "unione domestica registrata". La legge entrò in vigore il 1º gennaio 2007, dopo che i partiti legati alla chiesa cattolica persero un referendum popolare nel 2005 indetto per abrogarla (il 58% dei votanti era infatti a favore della legge). La Svizzera fu la prima nazione al mondo ad approvare la legge sull'unione di persone dello stesso sesso tramite un referendum.
La legge garantiva alle coppie omosessuali gli stessi diritti e le stesse protezioni riconosciute alle coppie eterosessuali unite in matrimonio, eccetto l'adozione di bambini e la fecondazione in vitro.
Il 26 settembre 2021, sempre tramite referendum, nel paese elvetico è stato approvato il matrimonio egualitario, con inclusa la possibilità di adottare figli; la legge è entrata in vigore il 1º luglio 2022.

#### Ungheria
L’Ungheria ha riconosciuto le unioni registrate dal 1º luglio 2009, offrendo alle coppie dello stesso sesso quasi tutti i diritti e i benefici del matrimonio. La convivenza non registrata per le coppie dello stesso sesso è stata riconosciuta e posta sullo stesso piano della convivenza non registrata di coppie eterosessuali nel 1996.
Il 1º gennaio 2012 è entrata in vigore una nuova costituzione promulgata dal governo di Viktor Orbán, leader del partito al potere Fidesz, che limita il matrimonio alle coppie di sesso opposto e non contiene garanzie di protezione dalla discriminazione dovuta all'orientamento sessuale.
L'articolo L recita: "L'Ungheria protegge l'istituto del matrimonio come unione di un uomo e una donna stabilita mediante decisione volontaria, e la famiglia come base della sopravvivenza della nazione.

Il 29 giugno 2015, il deputato Gábor Fodor del Partito Liberale ha introdotto un emendamento costituzionale per definire il matrimonio come unione di due persone e un disegno di legge per apportare le opportune modifiche alle leggi statutarie. Entrambe le misure sono state respinte dalla commissione Giustizia del Parlamento il 26 ottobre 2015.

#### Ucraina
L'Ucraina non prevede alcun riconoscimento di diritti per le persone LGBT.
Nel luglio 2022 le associazioni LGBT hanno raccolto 28.000 firme (25.000 per il dibattito parlamentare) su una petizione che chiedeva il riconoscimento dei matrimoni omosessuali, secondo gli attivisti la guerra in Ucraina ha lasciato da soli gli omosessuali nel periodo più duro per il paese.
Il 4 agosto 2022 il presidente Volodymyr Zelens'kyj si esprime sulla questione dichiarando di essere favorevole alle unioni civili chiedendo al primo ministro di valutare la proposta, il presidente non si è opposto all'idea di matrimonio per tutti dichiarando che avvierà il dibattito solo dopo la fine della guerra in quanto la legge marziale impedisce modifiche alla costituzione che limita il matrimonio alle sole coppie eterosessuali.

### America settentrionale e Caraibi

Situazione legislativa in Nord America
Matrimonio aperto alle coppie di persone dello stesso sesso
Unioni civili
Riconoscimento dei matrimoni tra persone dello stesso sesso celebrati altrove
Norme che vietano i matrimoni tra persone dello stesso sesso invalidate da una sentenza non ancora in vigore

Matrimonio aperto alle coppie di persone dello stesso sesso
     Unioni civili
     Riconoscimento dei matrimoni tra persone dello stesso sesso celebrati altrove
     Norme che vietano i matrimoni tra persone dello stesso sesso invalidate da una sentenza non ancora in vigore

#### Aruba, Curaçao e Sint Maarten
Aruba, Curaçao nazioni costitutive del Regno dei Paesi Bassi, hanno legislazioni sul matrimonio di coppie dello stesso sesso e Sint Maarten ancora no.
Tuttavia, in ottemperanza a quanto stabilito dalla Corte Suprema all'Aia nell'aprile 2007, esse sono tenute a registrare qualsiasi matrimonio contratto nel Regno dei Paesi Bassi, compresi quelli fra persone dello stesso sesso.

#### Canada

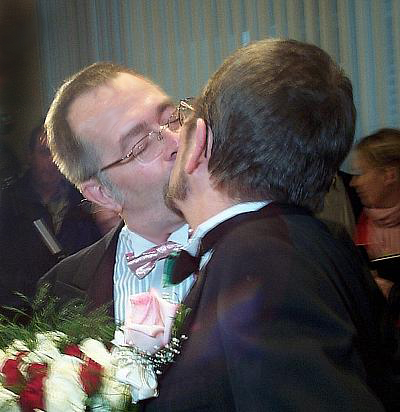
Il primo matrimonio omosessuale a Montréal (Canada), il 1º aprile 2004.

Il Canada è stato il primo paese extra-europeo a legalizzare questo tipo di unione. Il matrimonio è aperto infatti alle coppie dello stesso sesso in tutto il territorio nazionale dal 2005. A metà 2005, infatti, il Parlamento federale del Canada ha approvato in via definitiva un disegno di legge governativo per l'apertura del matrimonio alle coppie dello stesso sesso. La riforma è stata promulgata ed è entrata in vigore il 20 luglio dello stesso anno, con il nome di Civil Marriage Act o Loi sur le mariage civil.
Prima dell'approvazione della riforma le coppie dello stesso sesso avevano ottenuto accesso al matrimonio già in molte giurisdizioni del Paese grazie alle sentenze da parte di numerose Corti d'Appello locali, come la Corte d'Appello dell'Ontario e la Corte d'Appello del British Columbia, sentenze pienamente accettate dal Governo federale che difatti si è impegnato a riformulare le norme sul matrimonio di conseguenza. All'entrata in vigore della riforma, le coppie dello stesso sesso potevano già contrarre matrimonio in ben otto province su dieci ossia Ontario, Columbia Britannica, Québec, Manitoba, Nuova Scozia, Saskatchewan, Terranova e Labrador e Nuovo Brunswick, e nel territorio dello Yukon.

#### Costa Rica
Con una sentenza emessa il 10 agosto 2018 la Corte Suprema ha dichiarato incostituzionale e discriminatorio il divieto di matrimonio tra persone dello stesso sesso. Il provvedimento ha dato al parlamento 18 mesi per modificare la legge. Il matrimonio egualitario è ufficialmente riconosciuto dal 26 maggio 2020.

#### Messico

Vari gradi di matrimonio tra persone dello stesso sesso in Messico

Matrimoni omosessuali vengono celebrati in tutti i 31 Stati federati del Messico, con singole norme statali (alcuni con possibilità di adozioni, alcuni senza), ma manca una legge nazionale. Matrimoni omosessuali vengono celebrati anche nei consolati del Paese. Nel 2015 la Corte Suprema nazionale ha dichiarato a tutti gli effetti incostituzionale l'esclusione delle coppie dello stesso sesso dal matrimonio. In conseguenza a tale decisione, in tutto il territorio messicano qualsiasi coppia a cui venga impedito di accedere al matrimonio perché formata da persone dello stesso sesso ha diritto di ottenere un'ingiunzione che vincoli le autorità competenti a garantirle l'accesso al matrimonio. Inoltre, unioni civili sono eseguite a Tlaxcala. Inoltre, i matrimoni contratti in questi stati devono essere riconosciuti da tutti gli altri stati della federazione a seguito di una sentenza della Corte Suprema messicana.

#### Stati Uniti d'America
Matrimonio aperto alle coppie dello stesso sesso
     Valutazioni in corso sull'applicabilità della sentenza suprema del giugno 2015

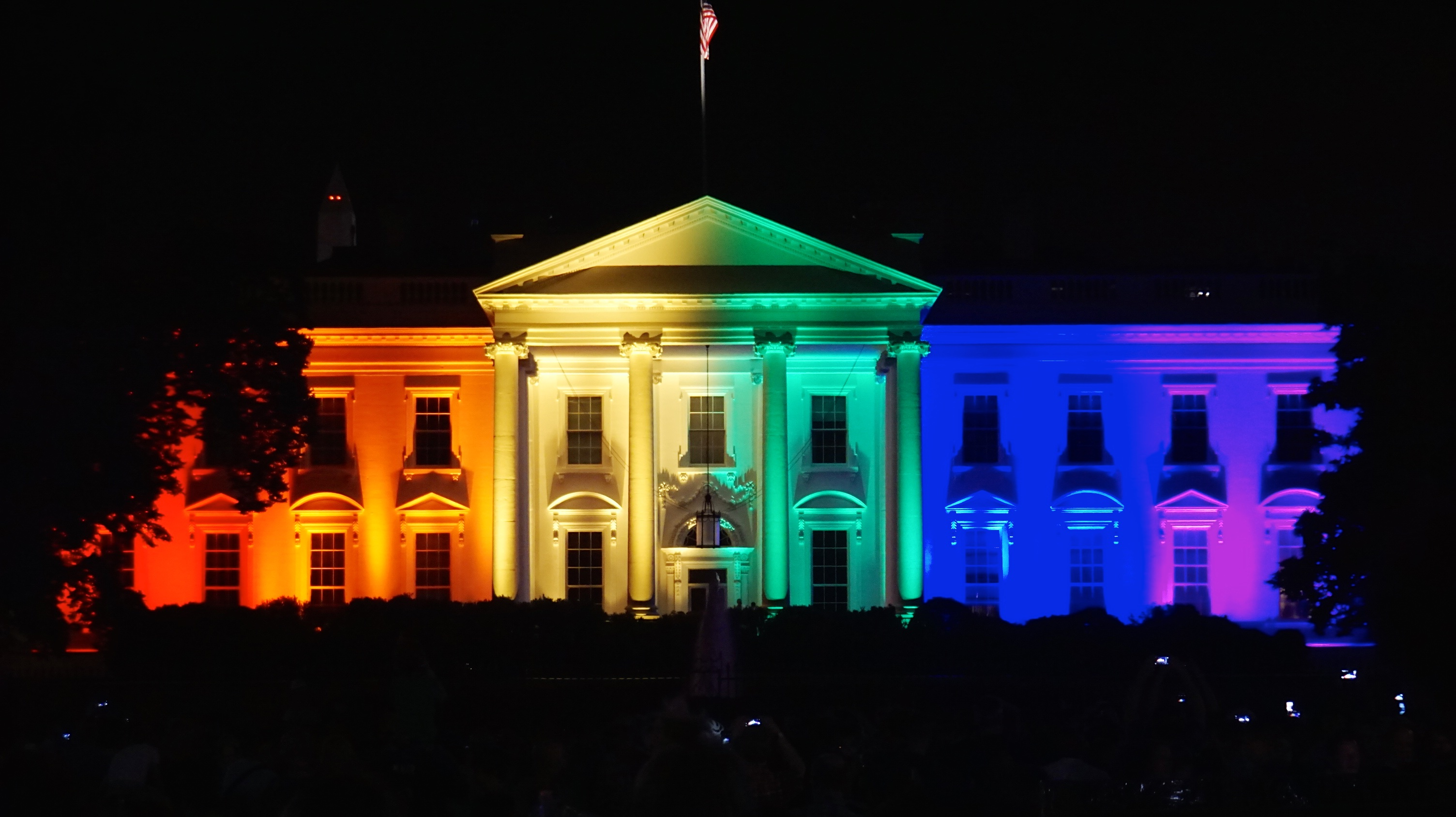
La Casa Bianca illuminata dai colori della bandiera arcobaleno

Situazione legislativa negli Stati Uniti
Matrimonio aperto alle coppie dello stesso sesso
Valutazioni in corso sull'applicabilità della sentenza suprema del giugno 2015

Il matrimonio tra persone dello stesso sesso è stato reso legale in tutto il paese dopo una sentenza della Corte Suprema del 26 giugno 2015. Prima di quella data era possibile contrarre matrimonio nella capitale Washington e in 37 Stati della federazione: Massachusetts, Connecticut, Vermont, New Hampshire, Iowa, New York, Maine, Maryland, Rhode Island, New Jersey, Delaware, Minnesota, Washington, California, Illinois, Hawaii, Nuovo Messico, Oregon, Pennsylvania, Virginia, Wisconsin, Indiana, Utah, Oklahoma, Colorado, Virginia Occidentale, Nevada, Carolina del Nord, Carolina del Sud, Alaska, Idaho, Arizona, Wyoming, Kansas, Missouri, Montana, e Florida.
Inoltre, prima della sentenza, alcune giurisdizioni del Kansas e del Missouri non fornivano alle coppie dello stesso sesso l'autorizzazione a contrarre matrimonio; le coppie dello stesso sesso di queste giurisdizioni potevano comunque ottenere tale autorizzazione da altre giurisdizioni del proprio Stato e celebrare il proprio matrimonio dovunque all'interno dello Stato stesso.
A livello federale i matrimoni fra persone dello stesso sesso sono riconosciuti dal 2013 quando una sentenza della Corte Suprema americana, resa nel giudizio United States v. Windsor, ha dichiarato incostituzionale il Defense of Marriage Act (DOMA) nella parte in cui esso obbliga il governo federale a considerare matrimoni solo le unioni fra persone di sesso diverso. Già dal 2011 l'amministrazione Obama riteneva discriminatorio il DOMA e aveva annunciato di non attivarsi più in difesa della legge nelle cause legali che lo riguardavano.

### Oceania

#### Australia
Matrimonio omosessuale
     Riconoscimento dei matrimoni celebrati altrove nel paese (Samoa americane)
     Nessun riconoscimento delle coppie dello stesso sesso
     Divieto costituzionale al matrimonio omosessuale (Palau)
     Divieto non applicato circa l'attività sessuale tra persone dello stesso sesso
     Omosessualità illegale (pene variabili)

Situazione legislativa in Oceania:
Matrimonio omosessuale
Riconoscimento dei matrimoni celebrati altrove nel paese (Samoa americane)
Nessun riconoscimento delle coppie dello stesso sesso
Divieto costituzionale al matrimonio omosessuale (Palau)
Divieto non applicato circa l'attività sessuale tra persone dello stesso sesso
Omosessualità illegale (pene variabili)

In Australia, fino al 2018, il matrimonio era consentito alle sole coppie di sesso diverso. La legge conosciuta con il nome di Marriage Act 1961, così come modificata dal Marriage Amendment Act 2004, definiva il matrimonio come l'unione di un uomo e di una donna. Varie proposte di legge per l'apertura del matrimonio alle coppie dello stesso sesso e per il riconoscimento dei matrimoni fra persone dello stesso sesso celebrati all'estero sono state respinte nel corso del 2010, del 2012 e del 2013 dal Parlamento nazionale.
Dal 1º febbraio 2012 le coppie dello stesso sesso erano comunque autorizzate a ricevere il certificato di nulla osta per contrarre matrimonio all'estero.
Nell'ottobre 2013 il territorio della capitale ha approvato un provvedimento atto a permettere alle coppie dello stesso sesso di contrarre matrimonio all'interno della giurisdizione; il provvedimento è stato però subito impugnato dal Governo australiano e, nel dicembre dello stesso anno, dopo pochi giorni dalla sua entrata in vigore e dalle celebrazioni dei primi matrimoni fra persone dello stesso sesso, è stato invalidato dall'Alta Corte d'Australia in quanto in contrasto con il Marriage Act 1961.
Nel novembre 2017 è stato indetto un referendum per la legalizzazione del matrimonio tra persone dello stesso sesso e il 61,6% degli australiani ha votato a favore della legge. Il 7 dicembre 2017, dopo una votazione, il Parlamento australiano ha quindi approvato in via definitiva la legge sui matrimoni gay, che è in vigore a partire dal 2018.

#### Nuova Zelanda
Il parlamento della Nuova Zelanda estende il matrimonio alle coppie dello stesso sesso dal 17 aprile 2013, data di approvazione del Marriage (Definition of Marriage) Amendment Act 2013 con 77 voti a favore contro 44, che riforma la legge sul matrimonio in vigore dal 1955 superando l'opposizione delle associazioni cattoliche. La canzone tradizionale Pōkarekare Ana è allora cantata in tribuna..
La legge fu promossa dalla deputata laburista Louisa Wall, ex giocatrice internazionale di rugby, campionessa del mondo nel 1998 con la propria nazionale e lesbica dichiarata dall'età di 21 anni.

### America meridionale

Situazione legislativa in Sudamerica:
Matrimoni tra persone dello stesso sesso
Unioni civili che garantiscono in vari ambiti diritti simili a quelli del matrimonio
Nessun riconoscimento o situazione sconosciuta
Norme che vietano i matrimoni tra persone dello stesso sesso
Relazioni tra persone dello stesso sesso illegali (pena de iure, non perseguita de facto)

Matrimoni tra persone dello stesso sesso
     Unioni civili che garantiscono in vari ambiti diritti simili a quelli del matrimonio
     Nessun riconoscimento o situazione sconosciuta
     Norme che vietano i matrimoni tra persone dello stesso sesso
     Relazioni tra persone dello stesso sesso illegali (pena de iure, non perseguita de facto)

#### Argentina
In Argentina il matrimonio è aperto alle coppie dello stesso sesso dal 2010. Con il voto finale del Senato, il 15 luglio 2010 l'Argentina ha esteso l'istituto del matrimonio alle coppie dello stesso sesso, con validità su tutto il territorio nazionale. In precedenza, le unioni tra persone dello stesso sesso erano possibili solo in alcuni municipi. La legge modifica il codice civile, sostituendo l'espressione "marito e moglie" con "i contraenti" e fra i diritti previsti sono compresi la possibilità di adozione, il congedo familiare e l'accesso ai servizi di sicurezza sociale. Nel Paese, ora che la possibilità di sposarsi è stata estesa alle coppie dello stesso sesso, ci si riferisce comunemente all'istituto del matrimonio descrivendolo come "egualitario".

#### Brasile
In Brasile una legge specifica sui matrimoni omosessuali non è ancora stata adottata dal parlamento federale. Tuttavia, nel maggio 2013 il Consiglio nazionale di giustizia (Cnj), organo di controllo dell'autonomia del potere giudiziario, ha stabilito che gli uffici pubblici che rilasciano le licenze per il matrimonio civile non potranno più rifiutarsi di autorizzare anche le nozze fra persone dello stesso sesso. La decisione del Cnj è vincolante su tutto il territorio federale e consente anche alle coppie già registrate come unioni civili di convertire il loro status in matrimonio, rappresentando pertanto una legalizzazione di fatto delle nozze per coppie omosessuali.

#### Colombia
In Colombia il parlamento ha deliberato il 5 novembre 2015 una legge che consente alle coppie dello stesso sesso la possibilità di adottare figli, pur non riconoscendo il matrimonio egualitario. Sulla base di questa legge, il 7 aprile 2016 la Corte costituzionale colombiana, con sei voti a favore e tre contrari, ha deliberato con effetto immediato l'estensione dell'istituto del matrimonio civile anche alle persone dello stesso sesso.. Con questa decisione, la Colombia diventa il quarto stato del Sud America a riconoscere legalmente il matrimonio tra persone dello stesso sesso.

#### Ecuador
Il 12 giugno 2019 la Corte costituzionale dell'Ecuador ha legalizzato i matrimoni omosessuali, così come richiesto da una sentenza della Corte interamericana dei diritti umani.

#### Uruguay
In Uruguay il matrimonio è aperto alle coppie dello stesso sesso da metà 2013. Il parlamento nazionale, con 23 voti a favore e otto contrari al Senato e 71 voti a favore e 21 contrari alla Camera, ha approvato in via definitiva l'apertura del matrimonio con tutti i suoi effetti, inclusa la possibilità di adottare bambini, alle coppie dello stesso sesso. La riforma è entrata in vigore il 5 agosto 2013 e ha reso l'Uruguay la terza nazione del continente americano in ordine di tempo dopo Canada e Argentina, e quindi la seconda dell'America Latina, a consentire alle coppie dello stesso sesso di contrarre matrimonio in tutto il proprio territorio. Il Paese, oltre al matrimonio, riconosce anche altri tipi di legame legale tra fidanzati per effetto della legge del 2008 sulla Unión Concubinaria che riconosce e tutela le coppie conviventi a prescindere dal sesso garantendo loro, dal 2009, anche l'adozione di minori.

#### Cile
A marzo 2022 la Camera ha approvato la normativa con 82 voti favorevoli, 20 contrari e due astenuti, dopo aver ricevuto il testo, passato al Senato con 21 sì, otto no e un'astensione.

## Proposte future

### Africa
Mozambico: Dal 2006 sono in corso proteste e petizioni per legalizzare il matrimonio egualitario. Anche se i rapporti tra persone dello stesso sesso sono stati legalizzati nel 2015, il governo non ha mai compiuto ulteriori passi nella legalizzazione il matrimonio egualitario.

### America
Peru : La deputata Susel Paredes ha reintrodotto un disegno di legge per consentire il matrimonio tra persone dello stesso sesso, che era stato precedentemente introdotto dall'ex deputato Alberto de Belaunde, ma non è stato discusso in commissione giustizia.
 Honduras: Nel maggio 2022, il deputato del Partito Libertad y Refundación, Manuel Rodríguez, ha presentato al Congresso un disegno di legge per legalizzare il matrimonio tra persone dello stesso sesso.
 Venezuela: Nell'ottobre 2020, il presidente Nicolás Maduro ha invitato il Congresso a discutere un disegno di legge sul matrimonio tra persone dello stesso sesso. Il 24 febbraio 2022 Vanessa Robertazzo, deputata del partito di opposizione Cambiemos Movimiento Ciudadano, ha presentato all'Assemblea nazionale un disegno di legge sul matrimonio tra persone dello stesso sesso.

### Asia
Bhutan: Nel 2006 il re ha dato il suo sostegno al matrimonio tra persone dello stesso sesso. Con la depenalizzazione dei rapporti omosessuali avvenuta nel 2021, l'attivista Tashi Tsheten dell'organizzazione Rainbow Bhutan ha proseguito una lunga campagna (iniziata nel 2018, sebbene i rapporti omosessuali fossero ancora illegali) per l'approvazione del matrimonio egualitario e per l'adozione.
 Cambogia: Nel giugno 2019 il governo ha accettato la raccomandazione di Paesi Bassi, Canada e Islanda di approvare il matrimonio tra persone dello stesso sesso in un vertice delle Nazioni Unite; da allora ci sono state numerose discussioni e proposte relative al matrimonio tra persone dello stesso sesso.
 Corea del Sud: Un gruppo di parlamentari interpartitici ha presentato un disegno di legge che legalizzerebbe il matrimonio tra persone dello stesso sesso.
 Giappone: È stato presentato un disegno di legge per legalizzare il matrimonio egualitario dal Partito democratico costituzionale del Giappone.
 India: L'India non ha un codice di matrimonio civile codificato. Nel 2017 è stata proposta una bozza di codice civile uniforme che legalizzerebbe il matrimonio tra persone dello stesso sesso. Ci sono anche diverse istanze di matrimonio tra persone dello stesso sesso pendenti nei tribunali. Un parlamentare dell'opposizione del PCN ha presentato un disegno di legge per legalizzare i matrimoni tra persone dello stesso sesso ai sensi dello Special Marriages Act il 1 aprile 2022.

Vietnam: Nell'agosto 2022 il parlamento ha rimosso dalla lista delle malattie mentali l'omosessualità e la transessualità e ha messo fuori leggi le terapie di conversione, nello stesso tempo è stata lanciata una petizione per legalizzare il matrimonio egualitario in Vietnam, il governo ha assicurato che tutto ciò sarà inevitabile e che il matrimonio tra persone dello stesso sesso sarà legale entro il 2025.

### Europa
Bulgaria: Nel 2012 l'allora presidente del consiglio Bojko Borisov si è dichiarato favorevole a modificare il paragrafo costituzionale che limita il matrimonio alle sole coppie eterosessuali in modo da approvare il matrimonio tra persone dello stesso sesso, tuttavia ha affermato che prima di consentire tali unioni la società bulgara deve mostrarsi pronta e tollerante per accettare le famiglie omosessuali. Tale dichiarazione non è stata seguita da alcuna iniziativa concreta.
 Repubblica Ceca: Un disegno di legge che modifica il codice civile per consentire il matrimonio tra persone dello stesso sesso è stato presentato alla Camera dei Deputati il 7 giugno 2022. Il progetto è stato firmato da un rappresentante ciascuno di cinque gruppi parlamentari: Sindaci e Indipendenti (STAN), TRP 09, il Partito Pirata, il Partito Civico Democratico (ODS) e ANO.  Il 23 ottobre 2023 i partiti favorevoli al matrimonio paritario hanno raggiunto un accordo con i partiti conservatori, la legge sarà approvata e sarà riconosciuto il matrimonio paritario, purché i matrimoni omosessuali non portino il nome di matrimonio nei loro registri. I partiti conservatori in cambio hanno ritirato la loro proposta di vietare il matrimonio paritario nel Paese. Nonostante questo, la legge è stata comunque bocciata dal Parlamento nel 2024, promettendo comunque un ampliamento della legge sulle unioni civili, cosa poi avvenuta.
 Polonia: Un gruppo di oltre 40 economisti e avvocati polacchi ha lanciato un appello congiuntamente affinché la Polonia introduca il matrimonio tra persone dello stesso sesso, sostenendo che non sia solo la cosa giusta da fare moralmente, ma potrebbe anche rilanciare l'economia del paese.
Sebbene il governo conservatore rifiuti questa raccomandazione, i partiti all'opposizione hanno accolto questa raccomandazione promettendo di proporre nuove leggi per legalizzare il matrimonio tra persone dello stesso sesso.

### Oceania
Fiji: Nel 2013 il primo ministro si è opposto alla legalizzazione del matrimonio tra persone dello stesso sesso nel paese e nel 2019 ha ribadito la sua decisione consigliando alle coppie omosessuali di emigrare dal paese. Nonostante il forte no da parte del governo ci sono numerosi casi che potranno legalizzare il matrimonio tra persone dello stesso sesso: Shaneel Lal noto attivista per i diritti LGBT nella zona ha chiesto ufficialmente la legalizzazione a molti esponenti del governo, compreso il primo ministro. Dal 2020 l'attivista sta facendo campagna affinché le coppie omosessuali vengano riconosciute come legalmente sposate.

### America
Barbados: il 15 settembre 2020, il governo ha annunciato l'intenzione di approvare una forma di unione civile per porre fine alla discriminazione sull'isola e ha anche affermato che non avrebbe legiferato sul matrimonio tra persone dello stesso sesso senza tenere un referendum.

### Europa
Kosovo: il 10 giugno 2023, il primo ministro Albin Kurti ha dichiarato che il governo è fortemente impegnato ad approvare il nuovo codice civile, che introdurrebbe le unioni civili tra persone dello stesso sesso in Kosovo.
 Lituania: nel maggio 2022, un gruppo di parlamentari ha redatto un disegno di legge sull'unione civile che fornirebbe tutele limitate per le coppie omosessuali registrate. La proposta è un compromesso dopo che un disegno di legge sull'unione civile più espansivo è stato sconfitto nel 2021. È passato in seconda lettura il 23 maggio 2023, con 60 voti contro 52. Attende una terza lettura. 

 Romania: nel maggio 2023, la Corte europea dei diritti dell'uomo ha ordinato al governo di legalizzare le unioni civili tra persone dello stesso sesso, al fine di proteggere i diritti delle persone queer a una vita familiare, come tutelato dalla Carta. Il governo ha tre mesi per presentare ricorso.
 Serbia :
Nel novembre 2020, Gordana Čomić, ministro per i diritti umani e delle minoranze e il dialogo sociale, ha annunciato che una legge sulle unioni omosessuali sarebbe stata presentata al parlamento nella prima metà del 2021.
 Ucraina: il 12 luglio 2022 una petizione sul matrimonio tra persone dello stesso sesso ha raggiunto 28.000 firme (oltre le 25.000 necessarie per avviare un dibattito in parlamento). Il presidente Volodymyr Zelens'kyj ha dichiarato il 2 agosto 2022 che, mentre una modifica della costituzione, che definisce il matrimonio come unione di un uomo e una donna, non è consentita finché è in vigore la legge marziale, egli sostiene l'introduzione delle unioni civili e ha chiesto al suo governo di valutare la proposta.

### Africa
Botswana : 
L'avvocato per i diritti umani, Tshiamo Rantao ha affermato che per il momento il matrimonio egualitario non è riconosciuto in Botswana, ma ci sono diverse cause che stanno spingendo la Corte costituzionale alla legalizzazione nel prossimo futuro.
 Mauritius: Nel 2016 è stato presentato alla Corte costituzionale una proposta per legalizzare l'attività sessuale contenente anche l'approvazione del matrimonio egualitario.

### America
El Salvador : Nell'agosto 2019 la Sala Costituzionale ha accolto un ricorso per la revisione di costituzionalità degli articoli 11, 90,3 e 118 del Codice della Famiglia. Le organizzazioni per i diritti LGBT hanno chiesto alla corte di rispettare la sentenza IACHR sul matrimonio tra persone dello stesso sesso.
 Giamaica: Nel 2019 un gruppo di attivisti locali si sono appellati alla Corte costituzionale locale per l'abrogazione del reato di sodomia, sempre lo stesso gruppo si è appellato alla IACHR per legalizzare il matrimonio egualitario nel paese.

### Asia
Giappone: il 14 febbraio 2019, 13 coppie dello stesso sesso hanno intentato una causa a Tokyo, Osaka, Nagoya e Sapporo sostenendo che la negazione dei matrimoni tra persone dello stesso sesso è incostituzionale altre tre coppie hanno presentato istanza a Fukuoka pochi mesi dopo.
Mentre il tribunale distrettuale di Sapporo si è pronunciato a favore dei querelanti, il tribunale distrettuale di Osaka ha confermato il divieto di matrimonio tra persone dello stesso sesso..

### Europa
Albania: Un gruppo per i diritti LGBT, PRO LGBT, ha intentato una causa nel 2017 chiedendo il riconoscimento delle unioni omosessuali nel codice della famiglia del paese.
 Georgia: Nel 2016 l'avvocato per i diritti civili Giorgi Tatishvili, ha intentato una causa per la legalizzazione dei matrimoni tra persone dello stesso sesso in Georgia, un paese cristiano conservatore, prevalentemente ortodosso. Con la sua causa, l'avvocato per i diritti civili Giorgi Tatishvili contesta la costituzionalità di una legge civile che definisce il matrimonio come unione tra uomo e donna.
 Kosovo: Nel luglio 2017 alcuni attivisti hanno presentato nei tribunali una revisione dell'articolo matrimoniale nella costituzione kosovara, l'articolo spiega come il matrimonio sia un'unione tra 2 persone di sesso diverso, con la loro causa gli attivisti contestano che la mancanza del matrimonio egualitario in Kosovo è anticostituzionale.
 Romania: Nel giugno 2019, 7 coppie dello stesso sesso hanno intentato una causa presso la CEDU sostenendo che la mancanza di tutela legale per i rapporti tra persone dello stesso sesso è incostituzionale.

### Oceania
Isole Marshall: la Corte costituzionale dovrebbe pronunciarsi a breve sulla costituzionalità del divieto al matrimonio tra persone dello stesso sesso, al maggio 2023 non c'è stata alcuna sentenza.
 Fiji: nel 2022 Shaista Shameem ex direttore per i diritti umani sull'isola ha dichiarato l'intenzione di contrastare la legge che limita i matrimoni alle solo coppie eterosessuali attraverso i tribunali.

## Storia del matrimonio omosessuale
L'aspirazione al matrimonio ha sempre caratterizzato la comunità omosessuale ma (almeno nella cultura occidentale) ha sempre trovato un ostacolo nell'opposizione della società, che considerava il matrimonio come un mezzo per garantire la riproduzione, cioè la nascita di nuovi cittadini. Tuttavia, alcune tracce di tale aspirazione sono state riconosciute in diversi momenti storici.

### In Grecia
Alcuni individuano una sorta di "stadio embrionale" del matrimonio omosessuale nel rapporto pederastico caratteristico nella Grecia antica. La relazione tra adulto e giovane (erastès ed eròmenos) in effetti comportava specifiche responsabilità sociali e religiose per i contraenti, proprio come un matrimonio, soprattutto nel caratteristico rito detto ἁρπαγή harpaghḕ, che lo storico Eforo di Cuma ha descritto per Creta (Vedi Pederastia cretese).
Anche i riti del tiaso di Saffo adombrano cerimonie che potevano legare simbolicamente due donne di un amore che la poetessa greca cantò apertamente. Ciò detto, va concluso che non esiste comunque alcuna testimonianza di vere e proprie cerimonie matrimoniali fra persone dello stesso sesso.

### Nell'antica Roma
Gli storici romani della prima età imperiale hanno parlato, volendo presentare un esempio di quella che loro consideravano la decadenza dei costumi dei loro tempi, di veri e propri matrimoni celebrati fra uomini. I più celebri di tali racconti sono quelli dei due matrimoni dell'imperatore Nerone con l'eunuco Sporo e il liberto Pitagora e di quello tra Eliogabalo e il suo schiavo biondo di nome Ierocle.
Nonostante in questo caso le testimonianze siano esplicite e i verbi usati per descrivere la cerimonia (nubere) inequivocabili, tale rito è oggi interpretato dagli storici in vari modi ed è decisamente controverso.
Fra le tesi proposte, risulta particolarmente convincente l'idea secondo cui la testimonianza degli scrittori latini abbia deliberatamente frainteso una cerimonia di matrimonio mistico fra divinità, di cui abbiamo testimonianze storiche indipendenti, e che era tipica dei culti misterici.
In tale rito, come negli attuali matrimoni per procura, il sacerdote agiva non in prima persona ma solo come rappresentante della divinità, e il suo sesso era quindi irrilevante, trattandosi di un mero procuratore. Anzi, in una società in cui le donne non avevano capacità giuridica, era semmai sottinteso che un procuratore potesse essere esclusivamente di sesso maschile.
Quando il Cristianesimo cominciò a diffondersi sostenne l'idea del matrimonio più orientato a fini procreativi; ciò, unitamente al fatto che i Romani utilizzavano la sessualità come una forma di dominazione (tra cui lo stupro dei maschi nemici), è stato dagli storici collegato con la crescente intolleranza verso gli omosessuali che si registrò a Roma.

### Europa cristiana medioevale

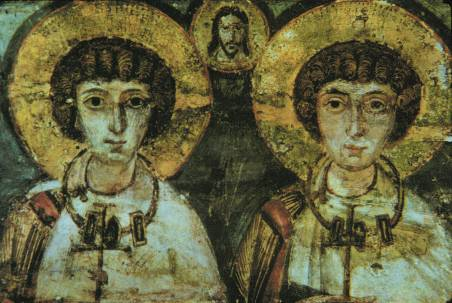
I santi Sergio e Bacco, raffigurazione del settimo secolo

Nell'Europa dominata dal Cristianesimo del Medioevo, le relazioni omosessuali erano molto meno aperte e accettate che nell'antichità classica.
Tuttavia due persone dello stesso sesso che nutrissero un reciproco profondo sentimento di appassionata amicizia, potevano celebrarlo. Solitamente si era ipotizzato che tale forma di "amore" fosse platonica, ma tuttora la questione è discussa fra gli storici moderni.
In quest'epoca si trovano inoltre tracce di deliberati tentativi di contrarre matrimonio da parte di persone dello stesso sesso, in due modi: o contraffacendo il sesso (caso comune nelle cosiddette passing women, donne travestite da uomo che molto spesso contrassero matrimonio con altre donne, che in genere non le denunciarono), o riproducendo in forma privata, ovviamente non valida giuridicamente, i riti matrimoniali fra persone dello stesso sesso.
Già nel 1300 la celebre "Huon de Bordeaux", una chanson de geste, racconta il matrimonio tra due donne. Ide, la protagonista, vestita da uomo si impiega come guerriero per chiedere la mano della figlia dell'imperatore. Dopo il matrimonio però viene scoperta e l'imperatore la condanna al rogo per sodomia.
Lo storico John Boswell dell'Università di Yale, basandosi su un dipinto del settimo secolo, ha proposto una controversa interpretazione secondo cui i santi Sergio e Bacco sarebbero l'esempio di un'unione omosessuale del primo Cristianesimo: secondo alcuni la raffigurazione mostrerebbe un matrimonio religioso avente Gesù come testimone di nozze. Boswell sostiene che questo dipinto, assieme ad altri scritti a noi pervenuti, sarebbe la prova dell'iniziale tolleranza del Cristianesimo verso l'omosessualità; tuttavia la maggior parte degli storici non considera credibile la sua tesi.

### Un nuovo mondo

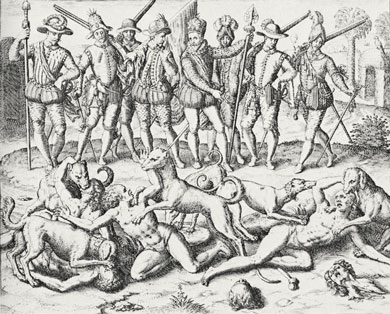
Il conquistador Vasco Núñez de Balboa fa sbranare dai suoi cani gli indios che avevano sposato altri uomini.

La colonizzazione europea delle Americhe porta con sé il contatto con popoli, come i nativi americani che ammettevano matrimoni tra individui dello stesso sesso, sia pure subordinati al fatto che uno dei due si travestisse con gli abiti del sesso opposto.
Numerose e scandalizzate sono le osservazioni degli europei nei diari di viaggio, relativi a queste pratiche.
Così il diario di viaggio del 1540 di Castañeda de Nagera, membro e cronista di una spedizione nel Messico, accenna a "curiosi" usi e costumi di Culiacán:
Gli europei, coadiuvati dai missionari cattolici, incominciarono così una lotta sanguinosa per l'estirpazione di tali pratiche, senza fermarsi di fronte ad alcuna violenza per ottenere il loro scopo.

### Verso l'età moderna
In Europa è nel 1574, durante un processo per sodomia a Valencia, che viene espresso in maniera incontrovertibile il desiderio di un uomo di sposare un uomo. In particolare tale Joan, servo di un curato, "desiderava più che cento ducati" che Bartolomé Juárez, schiavo di un torcitore di seta, "gli fosse moglie".
Michel de Montaigne poi, nel suo diario di viaggio, il Journal de voyage en Italie par la Suisse et l'Allemagne, registra nello stesso periodo ben due episodi correlati con il matrimonio omosessuale.
Il primo, avvenuto a Vitry in Francia, narra di una donna travestita da uomo impiccata perché aveva sposato un'altra donna.
Il secondo episodio è più articolato. A Roma, nel 1578 alcuni "portoghesi" (probabilmente marrani portoghesi) si riunivano nella chiesa di San Giovanni a Porta Latina e:
Lo scrittore concludeva:

### Il Settecento
Nel 1705 a Parigi, in alcuni luoghi di incontro per omosessuali si celebravano riti matrimoniali simbolici, come riportano gli archivi di polizia.

Intanto il tentativo dei missionari spagnoli di estirpare il vizio tra gli indiani non aveva ancora avuto pieno successo, come attesta una relazione del 1787, di Francisco Palou, che descrive la scoperta di un matrimonio omosessuale fra gli indiani della costa della California. Qui due uomini, uno dei quali travestito, convivevano: 
Li punirono, sebbene non con la pena che meritavano, e vituperarono il fatto tanto enorme, e il pagano rispose che quella joya era sua moglie e, essendo stati ripresi, non sono tornati a vedersi nella missione né nella vicinanze, né nelle altre missioni si è vista gente tanto esecrabile.»

Alla fine del XVIII secolo, in Inghilterra, in alcune molly house (luoghi di incontro per omosessuali), si celebravano riti matrimoniali fra uomini: 
Nello stesso periodo i primi esploratori europei riportarono dall'Africa interessanti osservazioni sull'usanza piuttosto diffusa del matrimonio tra donne. Non si trattava di vero e proprio matrimonio lesbico, dato che la loro ragione sembra essere più "la trasmissione dei beni di una donna che non può avere figli".

### L'Ottocento
La prima testimonianza italiana (a parte il matrimonio dei portoghesi sopraccitato) di un rito matrimoniale risale al 1897. Proprio quell'anno Abele De Blasio, criminologo discepolo di Cesare Lombroso, pubblicava, in un testo sulla malavita di Napoli un capitolo dal titolo O spusarizio masculino (il matrimonio fra due uomini): 
Dopo un balletto erotico, il più provetto della... materia augura alla felice coppia la buona notte; ma la sposina [si legga "lo sposo"], prima di lasciar partire gl'invitati, distribuisce loro i tradizionali tarallucci e vino. Il giorno dopo,  'o ricchione anziano, accompagnato da un caffettiere ambulante, porta agli sposi due piccole tazze di latte e caffè e poi fa nel talamo un'accurata rivista per accertarsi se il sacrifizio fu compiuto in tutta regola.»

### Il XX secolo
Il matrimonio omosessuale simbolico (cioè quell'unione, effettuata con riti alle volte disparati, che assume significato solo per la coppia contraente e per il gruppo di amici e parenti, ed è praticato con intento dimostrativo, rivendicativo e politico) divenne però più comune in Italia solo a partire dagli anni settanta del secolo scorso.
Già nel 1975 due cronisti del settimanale Il Borghese si unirono in false nozze omosessuali (di cui poi stesero un resoconto sul loro periodico) per smascherare la pratica privata da parte di don Marco Bisceglia, successivamente fondatore di Arcigay, di riti matrimoniali fra persone dello stesso sesso. Per questo fatto don Bisceglia venne sospeso a divinis.
Tra i primi tentativi pubblici è annoverato, quello del 2 settembre 1976 a Roma, nella sede di un piccolo gruppo di militanti gay, il Movimento politico degli omosessuali: qui Massimo Consoli celebrò una sorta di matrimonio laico per alcune coppie di persone dello stesso sesso. Al gesto provocatorio di Consoli seguirono alcune iniziative pubbliche simili.

### I casi di cronaca dal 1980 in poi
Nel 1983 finì sulle prime pagine dei giornali italiani il finto matrimonio (che aveva intenti dissacratori) tra "femminielli" napoletani.
Nel 1986 una lettrice del mensile omosessuale Babilonia si sposò a Parigi, dove il pastore protestante gay Joseph Doucé celebrava un rito di "benedizione dell'amicizia":
Ovviamente questo rito aveva esclusivamente valore simbolico.
Ancora nell'estate del 1988, a Riccione, fu celebrato un matrimonio omosessuale con tanto di pranzo di nozze; la manifestazione aveva lo scopo di stimolare l'approvazione di una proposta di legge riguardante i diritti delle coppie di fatto che veniva discussa proprio in quel periodo in Parlamento.
Di più forte impatto politico fu l'iniziativa di Paolo Hutter, consigliere comunale omosessuale a Milano per l'allora PDS, che il 27 giugno 1992 unì dieci coppie gay e lesbiche in piazza della Scala:
Un altro caso di cronaca risale all'aprile 2002: Mario Ottocento e Antonio Garullo di Latina, entrambi cittadini italiani, si sono uniti in matrimonio nei Paesi Bassi nella stessa sala in cui nel 1937 si era sposata la regina Giuliana dei Paesi Bassi. Infine, sempre dai Paesi Bassi, il primo matrimonio omosessuale internazionale fra Pierangelo Bucci e Jaco Rozendaal, sposi a Rotterdam l'11 giugno del 2003 e a cui ha fatto da testimone il presidente di Arcigay, Sergio Lo Giudice.

## Opinione pubblica

Percentuale della popolazione che sostiene i matrimoni tra persone dello stesso sesso

Paese in cui i matrimoni tra persone dello stesso sesso sono legali
     Paese in cui i matrimoni tra persone dello stesso sesso sono legali solo in alcune regioni/province
     Paese con unioni civili o istituti similari
     Unioni civili o istituti similari approvati ma non ancora in vigore
     Paese in cui gli atti omosessuali sono vietati
| Paese                            | Sondaggista                          | Anno      | Favorevole         | Contrario                                  | Nessuno dei due | Margine di errore | Fonte           |
| -------------------------------- | ------------------------------------ | --------- | ------------------ | ------------------------------------------ | --------------- | ----------------- | --------------- |
| Albania                          | IPSOS                                | 2023      | 26%                | 73% (74%)                                  | 1%              |                   | [ 235 ]         |
| Andorra                          | Institut d'Estudis Andorrans         | 2013      | 70% (79%)          | 19% (21%)                                  | 11%             |                   | [ 236 ]         |
| Antigua e Barbuda                | AmericasBarometer                    | 2017      | 12%                | –                                          | –               |                   | [ 237 ]         |
| Argentina                        | Ipsos                                | 2023      | 70% (81%)          | 16% [8% a favore di alcuni diritti] (19%)  | 14% non sicuro  | ±3,5%             | [ 238 ]         |
| Argentina                        | Pew Research Center                  | 2023      | 67% (72%)          | 26% (28%)                                  | 7%              | ±3,6%             | [ 239 ]         |
| Armenia                          | Pew Research Center                  | 2015      | 3% (3%)            | 96% (97%)                                  | 1%              | ±3%               | [ 240 ] [ 241 ] |
| Aruba                            |                                      | 2021      | 46%                |                                            |                 |                   | [ 242 ]         |
| Australia                        | Ipsos                                | 2023      | 63% (70%)          | 27% [16% a favore di alcuni diritti] (30%) | 10% non sicuro  | ±3,5%             | [ 238 ]         |
| Australia                        | Pew Research Center                  | 2023      | 75% (77%)          | 23%                                        | 2%              | ±3,6%             | [ 239 ]         |
| Austria                          | Eurobarometer                        | 2019      | 66% (69%)          | 30% (31%)                                  | 4%              |                   | [ 243 ]         |
| Bahamas                          | AmericasBarometer                    | 2015      | 11%                | –                                          | –               |                   | [ 244 ]         |
| Bielorussia                      | Pew Research Center                  | 2015      | 16% (16%)          | 81% (84%)                                  | 3%              | ±4%               | [ 240 ] [ 241 ] |
| Belgio                           | Ipsos                                | 2023      | 72% (81%)          | 17% [9% a favore di alcuni diritti] (19%)  | 10% non sicuro  | ±3,5%             | [ 238 ]         |
| Belize                           | AmericasBarometer                    | 2014      | 8%                 | –                                          | –               |                   | [ 244 ]         |
| Bolivia                          | AmericasBarometer                    | 2017      | 35%                | 65%                                        | –               | ±1,0%             | [ 237 ]         |
| Bosnia ed Erzegovina             | Pew Research Center                  | 2015–2016 | 13% (14%)          | 84% (87%)                                  | 4%              | ±4%               | [ 240 ] [ 241 ] |
| Bosnia ed Erzegovina             | IPSOS                                | 2023      | 26% (27%)          | 71% (73%)                                  | 3%              |                   | [ 235 ]         |
| Brasile                          | Ipsos                                | 2023      | Template:Nts (64%) | 29% [15% a favore di alcuni diritti] (36%) | 20% non sicuro  | ±3,5%             | [ 238 ]         |
| Brasile                          | Pew Research Center                  | 2023      | 52% (57%)          | 40% (43%)                                  | 8%              | ±3,6%             | [ 239 ]         |
| Bulgaria                         | Eurobarometer                        | 2019      | 16% (18%)          | 74% (82%)                                  | 10%             |                   | [ 243 ]         |
| Cambogia                         | Pew Research Center                  | 2023      | 57% (58%)          | 42%                                        | 1%              |                   | [ 239 ]         |
| Canada                           | Ipsos                                | 2023      | 69% (80%)          | 17% [7% a favore di alcuni diritti] (20%)  | 15% non sicuro  | ±3,5%             | [ 238 ]         |
| Canada                           | Pew Research Center                  | 2023      | 79% (84%)          | 15% (16%)                                  | 6%              | ±3,6%             | [ 239 ]         |
| Cile                             | Ipsos                                | 2023      | 65% (73%)          | 24% [18% a favore di alcuni diritti] (27%) | 12%             | ±3,5%             | [ 238 ]         |
| Cina                             | Ipsos                                | 2021      | 43% (52%)          | 39% [20% a favore di alcuni diritti] (48%) | 18% non sicuro  | ±3,5%             | [ 246 ]         |
| Colombia                         | Ipsos                                | 2023      | 49% (60%)          | 33% [21% a favore di alcuni diritti] (40%) | 18%             |                   | [ 238 ]         |
| Costa Rica                       | CIEP                                 | 2018      | 35%                | 64%                                        | 1%              |                   | [ 247 ]         |
| Croazia                          | Eurobarometer                        | 2019      | 39% (41%)          | 55% (59%)                                  | 6%              |                   | [ 243 ]         |
| Cuba                             | Apretaste                            | 2019      | 63%                | 37%                                        | –               |                   | [ 248 ]         |
| Cipro                            | Eurobarometer                        | 2019      | 36% (38%)          | 60% (62%)                                  | 4%              |                   | [ 243 ]         |
| Repubblica Ceca                  | Median agency                        | 2019      | 67%                | –                                          | –               |                   | [ 249 ]         |
| Danimarca                        | Eurobarometer                        | 2019      | 89% (92%)          | 8% (8%)                                    | 3%              |                   | [ 243 ]         |
| Dominica                         | AmericasBarometer                    | 2017      | 10%                | 90%                                        | –               | ±1,1%             | [ 237 ]         |
| Repubblica Dominicana            | CDN 37                               | 2018      | 45%                | 55%                                        | -               |                   | [ 250 ]         |
| Ecuador                          | AmericasBarometer                    | 2019      | 23% (31%)          | 51% (69%)                                  | 26%             |                   | [ 251 ]         |
| El Salvador                      | Universidad Francisco Gavidia        | 2021      |                    | 82.5%                                      | –               |                   | [ 252 ]         |
| Estonia                          | HumanrightsEE                        | 2023      | 53% (58%)          | 39% (42%)                                  | 8%              |                   | [ 253 ]         |
| Finlandia                        | Eurobarometer                        | 2019      | 76% (78%)          | 21% (22%)                                  | 3%              |                   | [ 243 ]         |
| Francia                          | Ipsos                                | 2023      | 66% (73%)          | 25% [15% a favore di alcuni diritti] (27%) | 9% non sicuro   | ±3,5%             | [ 238 ]         |
| Francia                          | Pew Research Center                  | 2023      | 82% (85%)          | 14% (15%)                                  | 4%              | ±3,6%             | [ 239 ]         |
| Georgia                          | Women's Initiatives Supporting Group | 2021      | 10% (12%)          | 75% (88%)                                  | 15%             |                   | [ 254 ]         |
| Germania                         | Ipsos                                | 2023      | 62% (71%)          | 25% [12% a favore di alcuni diritti] (29%) | 14% non sicuro  | ±3,5%             | [ 238 ]         |
| Germania                         | Pew Research Center                  | 2023      | 80% (82%)          | 18%                                        | 2%              | ±3,6%             | [ 239 ]         |
| Grecia                           | Pew Research Center                  | 2023      | 48% (49%)          | 49% (51%)                                  | 3%              | ±3,6%             | [ 239 ]         |
| Grecia                           | Eurobarometer                        | 2023      | 57% (59%)          | 40% (41%)                                  | 3%              |                   | [ 255 ]         |
| Grenada                          | AmericasBarometer                    | 2017      | 12%                | 88%                                        | –               | ±1.4%c            | [ 237 ]         |
| Guatemala                        | AmericasBarometer                    | 2017      | 23%                | 77%                                        | –               | ±1,1%             | [ 237 ]         |
| Guyana                           | AmericasBarometer                    | 2017      | 21%                | 79%                                        | –               | ±1.3%             | [ 244 ]         |
| Haiti                            | AmericasBarometer                    | 2017      | 5%                 | 95%                                        | –               | ±0.3%             | [ 237 ]         |
| Honduras                         | CID Gallup                           | 2018      | 17% (18%)          | 75% (82%)                                  | 8%              |                   | [ 256 ]         |
| Hong Kong                        | Pew Research Center                  | 2023      | 58% (59%)          | 40% (41%)                                  | 2%              |                   | [ 239 ]         |
| Ungheria                         | Ipsos                                | 2023      | 47% (57%)          | 36% [20% a favore di alcuni diritti] (43%) | 18% non sicuro  | ±3,5%             | [ 238 ]         |
| Ungheria                         | Pew Research Center                  | 2023      | 31% (33%)          | 64% (67%)                                  | 5%              | ±3,6%             | [ 239 ]         |
| Islanda                          | Gallup                               | 2006      | 89%                | 11%                                        | –               |                   | [ 257 ]         |
| India                            | Pew Research Center                  | 2023      | 53% (55%)          | 43% (45%)                                  | 4%              | ±3,6%             | [ 239 ]         |
| Indonesia                        | Pew Research Center                  | 2023      | 5%                 | 92% (95%)                                  | 3%              | ±3,6%             | [ 239 ]         |
| Irlanda                          | Ipsos                                | 2023      | 64% (72%)          | 25% [13% a favore di alcuni diritti] (28%) | 11%             |                   | [ 238 ]         |
| Israele                          | Pew Research Center                  | 2023      | 36% (39%)          | 56% (61%)                                  | 8%              | ±3,6%             | [ 239 ]         |
| Italia                           | Ipsos                                | 2023      | 61% (67%)          | 30% [21% a favore di alcuni diritti] (33%) | 9% non sicuro   | ±3,5%             | [ 238 ]         |
| Italia                           | Pew Research Center                  | 2023      | 73% (75%)          | 25%                                        | 2%              | ±3,6%             | [ 239 ]         |
| Jamaica                          | AmericasBarometer                    | 2017      | 16%                | 84%                                        | –               | ±1,0%             | [ 237 ]         |
| Giappone                         | Kyodo News                           | 2023      | 64% (72%)          | 25% (28%)                                  | 11%             |                   | [ 258 ]         |
| Giappone                         | Asahi Shimbun                        | 2023      | 72% (80%)          | 18% (20%)                                  | 10%             |                   | [ 259 ]         |
| Giappone                         | Ipsos                                | 2023      | 38% (49%)          | 40% [31% a favore di alcuni diritti] (51%) | 22% non sicuro  | ±3,5%             | [ 238 ]         |
| Giappone                         | Pew Research Center                  | 2023      | 68% (72%)          | 26% (28%)                                  | 6%              | ±2.75%            | [ 239 ]         |
| Kazakistan                       | Pew Research Center                  | 2016      | 7% (7%)            | 89% (93%)                                  | 4%              |                   | [ 240 ] [ 241 ] |
| Kenya                            | Pew Research Center                  | 2023      | 9%                 | 90% (91%)                                  | 1%              | ±3,6%             | [ 239 ]         |
| Kosovo                           | IPSOS                                | 2023      | 20% (21%)          | 77% (79%)                                  | 3%              |                   | [ 235 ]         |
| Lettonia                         | Eurobarometer                        | 2019      | 24% (26%)          | 70% (74%)                                  | 6%              |                   | [ 243 ]         |
| Liechtenstein                    | Liechtenstein Institut               | 2021      | 72%                | 28%                                        | 0%              |                   | [ 260 ]         |
| Lituania                         | Eurobarometer                        | 2019      | 30% (32%)          | 63% (68%)                                  | 7%              |                   | [ 243 ]         |
| Lussemburgo                      | Eurobarometer                        | 2019      | 85% (90%)          | 9% (10%)                                   | 6%              |                   | [ 243 ]         |
| Malesia                          | Pew Research Center                  | 2023      | 17%                | 82% (83%)                                  | 1%              |                   | [ 239 ]         |
| Malta                            | Eurobarometer                        | 2019      | 67% (73%)          | 25% (27%)                                  | 8%              |                   | [ 243 ]         |
| Messico                          | Ipsos                                | 2023      | 58% (67%)          | 28% [17% a favore di alcuni diritti] (33%) | 14% non sicuro  | ±4.8%             | [ 238 ]         |
| Messico                          | Pew Research Center                  | 2023      | 63% (66%)          | 32% (34%)                                  | 5%              | ±3,6%             | [ 239 ]         |
| Moldavia                         | Pew Research Center                  | 2015      | 5% (5%)            | 92% (95%)                                  | 3%              | ±4%               | [ 240 ] [ 241 ] |
| Montenegro                       | IPSOS                                | 2023      | 36% (37%)          | 61% (63%)                                  | 3%              |                   | [ 235 ]         |
| Mozambico (3 cities)             | Lambda                               | 2017      | 28% (32%)          | 60% (68%)                                  | 12%             |                   | [ 261 ]         |
| Paesi Bassi                      | Ipsos                                | 2023      | 80% (85%)          | 14% [6% a favore di alcuni diritti] (15%)  | 7% non sicuro   | ±3,5%             | [ 238 ]         |
| Paesi Bassi                      | Pew Research Center                  | 2023      | 89% (90%)          | 10%                                        | 1%              | ±3,6%             | [ 239 ]         |
| Nuova Zelanda                    | Ipsos                                | 2023      | 70% (78%)          | 20% [11% a favore di alcuni diritti] (22%) | 9%              | ±3,5%             | [ 238 ]         |
| Nicaragua                        | AmericasBarometer                    | 2017      | 25%                | 75%                                        | –               | ±1,0%             | [ 237 ]         |
| Nigeria                          | Pew Research Center                  | 2023      | 2%                 | 97% (98%)                                  | 1%              | ±3,6%             | [ 239 ]         |
| Macedonia del Nord               | IPSOS                                | 2023      | 20% (21%)          | 78% (80%)                                  | 2%              |                   | [ 235 ]         |
| Norvegia                         | Pew Research Center                  | 2017      | 72% (79%)          | 19% (21%)                                  | 9%              |                   | [ 240 ] [ 241 ] |
| Panama                           | AmericasBarometer                    | 2017      | 22%                | 78%                                        | –               | ±1,1%             | [ 237 ]         |
| Paraguay                         | AmericasBarometer                    | 2017      | 26%                | 74%                                        | –               | ±0.9%             | [ 237 ]         |
| Peru                             | Ipsos                                | 2023      | 41% (51%)          | 40% [24% a favore di alcuni diritti] (49%) | 19%             | ±3,5%             | [ 238 ]         |
| Filippine                        | SWS                                  | 2018      | 22% (26%)          | 61% (73%)                                  | 16%             |                   | [ 262 ]         |
| Polonia                          | Ipsos                                | 2023      | 32% (36%)          | 57% [35% a favore di alcuni diritti] (64%) | 11%             | ±3,5%             | [ 238 ]         |
| Polonia                          | Pew Research Center                  | 2023      | 41% (43%)          | 54% (57%)                                  | 5%              | ±3,6%             | [ 239 ]         |
| Polonia                          | United Surveys by IBRiS              | 2024      | 50% (55%)          | 41% (45%)                                  | 9%              |                   | [ 263 ]         |
| Portogallo                       | Ipsos                                | 2023      | 80% (84%)          | 15% [11% a favore di alcuni diritti] (16%) | 5%              |                   | [ 238 ]         |
| Romania                          | Ipsos                                | 2023      | 25% (30%)          | 59% [26% a favore di alcuni diritti] (70%) | 17%             | ±3,5%             | [ 238 ]         |
| Russia                           | Ipsos                                | 2021      | 17% (21%)          | 64% [12% a favore di alcuni diritti] (79%) | 20% non sicuro  | ±4.8%             | [ 246 ]         |
| Russia                           | FOM                                  | 2019      | 7% (8%)            | 85% (92%)                                  | 8%              | ±3,6%             | [ 264 ]         |
| Saint Kitts e Nevis              | AmericasBarometer                    | 2017      | 9%                 | 91%                                        | –               | ±1,0%             | [ 237 ]         |
| Saint Lucia                      | AmericasBarometer                    | 2017      | 11%                | 89%                                        | –               | ±0.9%             | [ 237 ]         |
| Saint Vincent and the Grenadines | AmericasBarometer                    | 2017      | 4%                 | 96%                                        | –               | ±0.6%             | [ 237 ]         |
| Serbia                           | Civil Rights Defender                | 2020      | 26%                | –                                          | –               | ±3.33%            | [ 265 ]         |
| Serbia                           | IPSOS                                | 2023      | 24% (25%)          | 73% (75%)                                  | 3%              |                   | [ 235 ]         |
| Singapore                        | Ipsos                                | 2023      | 32% (39%)          | 50% [23% a favore di alcuni diritti] (61%) | 19%             | ±3,5%             | [ 238 ]         |
| Singapore                        | Pew Research Center                  | 2023      | 45% (47%)          | 51% (53%)                                  | 4%              |                   | [ 239 ]         |
| Slovacchia                       | Focus                                | 2024      | 36% (38%)          | 60% (62%)                                  | 4%              |                   | [ 266 ]         |
| Slovenia                         | Eurobarometer                        | 2019      | 62% (64%)          | 35% (36%)                                  | 3%              |                   | [ 243 ]         |
| Sudafrica                        | Ipsos                                | 2023      | 57% (66%)          | 29% [10% a favore di alcuni diritti] (34%) | 14%             | ±3,5%             | [ 238 ]         |
| Sudafrica                        | Pew Research Center                  | 2023      | 38% (39%)          | 59% (61%)                                  | 3%              | ±3,6%             | [ 239 ]         |
| Corea del Sud                    | Ipsos                                | 2023      | 35% (45%)          | 42% [18% a favore di alcuni diritti] (55%) | 23% non sicuro  | ±3,5%             | [ 238 ]         |
| Corea del Sud                    | Pew Research Center                  | 2023      | 41% (42%)          | 56% (58%)                                  | 3%              |                   | [ 239 ]         |
| Spagna                           | Ipsos                                | 2023      | 78% (82%)          | 17% [12% a favore di alcuni diritti] (18%) | 5% non sicuro   | ±3,5%             | [ 238 ]         |
| Spagna                           | Pew Research Center                  | 2023      | 87% (90%)          | 10%                                        | 3%              | ±3,6%             | [ 239 ]         |
| Sri Lanka                        | Pew Research Center                  | 2023      | 23% (25%)          | 69% (75%)                                  | 8%              |                   | [ 239 ]         |
| Suriname                         | AmericasBarometer                    | 2014      | 18%                | –                                          | –               |                   | [ 244 ]         |
| Svezia                           | Ipsos                                | 2023      | 75% (82%)          | 16% [7% a favore di alcuni diritti] (18%)  | 9% non sicuro   | ±3,5%             | [ 238 ]         |
| Svezia                           | Pew Research Center                  | 2023      | 92% (94%)          | 6%                                         | 2%              | ±3,6%             | [ 239 ]         |
| Svizzera                         | Ipsos                                | 2023      | 54% (61%)          | 34% [16% a favore di alcuni diritti] (39%) | 13% non sicuro  | ±3,5%             | [ 238 ]         |
| Taiwan                           | CNA                                  | 2023      | 63%                | 37%                                        |                 |                   | [ 267 ]         |
| Taiwan                           | Pew Research Center                  | 2023      | 45% (51%)          | 43% (49%)                                  | 12%             |                   | [ 239 ]         |
| Thailandia                       | Ipsos                                | 2023      | 55% (65%)          | 29% [18% a favore di alcuni diritti] (35%) | 16% non sicuro  | ±3,5%             | [ 238 ]         |
| Thailandia                       | Pew Research Center                  | 2023      | 60% (65%)          | 32% (35%)                                  | 8%              |                   | [ 239 ]         |
| Trinidad e Tobago                | AmericasBarometer                    | 2014      | 16%                | –                                          | –               |                   | [ 244 ]         |
| Turchia                          | Ipsos                                | 2023      | 20% (28%)          | 52% [22% a favore di alcuni diritti] (72%) | 28% non sicuro  | ±3,5%             | [ 238 ]         |
| Ucraina                          | Rating                               | 2023      | 37% (47%)          | 42% (53%)                                  | 22%             | ±1.5%             | [ 268 ]         |
| Regno Unito                      | YouGov                               | 2023      | 77% (84%)          | 15% (16%)                                  | 8%              |                   | [ 269 ]         |
| Regno Unito                      | Ipsos                                | 2023      | 64% (70%)          | 27% [14% a favore di alcuni diritti] (30%) | 9% non sicuro   | ±3,5%             | [ 238 ]         |
| Regno Unito                      | Pew Research Center                  | 2023      | 74% (77%)          | 22% (23%)                                  | 4%              | ±3,6%             | [ 239 ]         |
| Stati Uniti                      | Ipsos                                | 2023      | 54% (64%)          | 31% [14% a favore di alcuni diritti] (36%) | 15% non sicuro  | ±3,5%             | [ 238 ]         |
| Stati Uniti                      | Pew Research Center                  | 2023      | 63% (65%)          | 34% (35%)                                  | 3%              | ±3,6%             | [ 239 ]         |
| Uruguay                          | Equipos Consultores                  | 2019      | 78% (68%)          | 20% (32%)                                  | 2%              |                   | [ 270 ]         |
| Venezuela                        | Equilibrium Cende                    | 2023      | 55% (63%)          | 32% (37%)                                  | 13%             |                   | [ 271 ]         |
| Vietnam                          | Pew Research Center                  | 2023      | 65% (68%)          | 30% (32%)                                  | 5%              |                   | [ 239 ]         |

## Posizione delle religioni sul matrimonio omosessuale
Le celebrazioni di matrimoni tra persone dello stesso sesso possono essere eseguite tramite cerimonia civile o, anche, all'interno di un contesto più prettamente religioso. Diverse comunità religiose nel mondo sostengono e consentono tali celebrazioni:
1. la Chiesa di Svezia (la prima chiesa cristiana al mondo a riconoscerne il diritto e a celebrarli ufficialmente)[272]
2. l'Ebraismo conservatore statunitense (dal 2012)[273] dopo che nel 2006 ha approvato l'ordinazione di gay e lesbiche al ruolo di rabbino[274],
3. la Chiesa episcopale degli Stati Uniti d'America[275] (in forma di benedizione liturgica),
4. l'Ebraismo laico umanista (Nel 2004 ha emesso una risoluzione che sostiene "il riconoscimento giuridico del matrimonio e del divorzio tra adulti dello stesso sesso", e affermando "il valore del matrimonio tra due adulti impegnati con il senso di obblighi, responsabilità e conseguenze".[276] Nel 2010 si è impegnato a parlare contro il bullismo omofobico.)[277]),
5. la religione dei nativi americani,
6. il culto neopagano del Druidismo,
7. la Metropolitan Community Church canadese[278] (forza trainante per lo sviluppo di una Teologia Queer),
8. il Quaccherismo,
9. l'Ebraismo ricostruzionista
10. l'Ebraismo riformato,
11. gli Unitariani universalisti,
12. la Chiesa unita del Canada (dal 2005)[279],
13. la Chiesa unita di Cristo[280]
14. la Chiesa Protestante Unita
15. il movimento neopagano Wicca.
16. Chiesa evangelica valdese

### Chiese cristiane

#### Chiesa cattolica
La Chiesa cattolica si oppone al matrimonio omosessuale, affermando che l'antropologia cristiana, basata sull'insegnamento di Cristo, della Bibbia e della tradizione, considera conforme alla volontà di Dio solo le relazioni eterosessuali.
Secondo la Chiesa cattolica il riconoscimento civile del matrimonio eterosessuale è giustificato dal fatto che esso dà un apporto significativo alla società, la qual cosa, sempre secondo la Chiesa, giustifica il riconoscimento da parte del legislatore di speciali privilegi alla famiglia eterosessuale. Al contrario, non vede ragioni che giustifichino il riconoscimento da parte della società di diritti alle coppie omosessuali.

#### Dissenso
Vi sono state all'interno del mondo cattolico isolate iniziative favorevoli al matrimonio omosessuale, mai avallate delle gerarchie.
Già nel 1975 Marco Bisceglia, animatore dei "cattolici dei dissenso" e poi fondatore di Arcigay, ex parroco della chiesa del Sacro Cuore di Lavello, un paese vicino a Potenza, univa coppie dello stesso sesso in matrimonio. La notizia, resa pubblica da due cronisti de Il Borghese, portò alla sospensione a divinis del sacerdote.
Attualmente celebra matrimoni omosessuali con rito religioso (ovviamente privi di effetti civili) Franco Barbero, anch'egli dimesso dallo stato clericale, della comunità cristiana di base "Viottoli" di Pinerolo.

#### Le Chiese protestanti
Nel mondo evangelico, il tema dell'omosessualità è stato al centro di prese di posizione da parte di organismi rappresentativi.
L'Alleanza Evangelica britannica e quella francese hanno prodotto documenti che rifiutano l'ammissibilità del rapporto tra persone dello stesso genere, e a maggior ragione del loro matrimonio.
Il cosiddetto protestantesimo "storico" (luterani, calvinisti e altre chiese riformate, valdesi, metodisti e battisti), invece, è abbastanza allineato su tesi possibiliste e su pratiche pastorali inclusive, anche se in alcune chiese, come la Comunione anglicana, il tema suscita ancora vivaci polemiche.
Questo fermento in atto ha spinto anche l'Alleanza Evangelica italiana, espressione di istanze conservatrici, a interrogarsi sulla questione e a esprimersi ufficialmente riguardo al rapporto (e/o al matrimonio) omosessuale:
(Alleanza Evangelica Italiana, Omosessualità: un approccio evangelico)
Una posizione di chiara apertura, al contrario, è stata assunta dalla Chiesa evangelica valdese nel 2010:
(Chiesa Evangelica Valdese, Atti del Sinodo 2010)
Da ricordare la posizione della Chiesa battista: la Convenzione Battista del Sud, la più importante federazione di chiese battiste americane, considera l'omosessualità un peccato e si propone di convertire all'eterosessualità, attraverso la fede, coloro che hanno tendenze omosessuali. L'Alleanza Battista Mondiale (associazione di 211 chiese diverse che rappresentano 46 milioni di battisti) ha invece posizioni più tolleranti.

#### Metropolitan Community Church
Un caso a parte, in questo ambito, è quello della Comunità delle Chiese Metropolitane, interconfessionale ma dottrinalmente su posizioni protestanti. Fra i suoi numerosi progetti legati al tema della giustizia sociale, questa chiesa è fermamente impegnata nella difesa dei diritti dei gay, delle lesbiche, dei bisessuali e dei transgender. Il fondatore della comunità, il reverendo Troy Perry, celebrò il primo matrimonio omosessuale pubblico degli Stati Uniti d'America nel 1969 a Huntington Park, in California.
Nel 1970 egli diede inizio al primo processo negli Usa che mirava a stabilire un riconoscimento legale per i matrimoni fra persone dello stesso sesso. Perry perse la causa, ma lanciò il dibattito sul tema dell'uguaglianza di tutti i cittadini nell'accesso all'istituto matrimoniale. Oggigiorno le congregazioni della sua Comunità celebrano oltre seimila matrimoni omosessuali all'anno.
Similmente, il reverendo Brent Hawkes e la Comunità delle chiese metropolitane di Toronto hanno svolto un ruolo fondamentale nell'azione legale che, in Canada, è culminata con la legalizzazione dei matrimoni omosessuali.

#### Chiesa ortodossa russa
La Chiesa ortodossa russa è fortemente contraria al matrimonio omosessuale e all'omosessualità in genere.

#### Chiese dei Vecchi Cattolici
Nella Chiesa dei Vecchi Cattolici ci sono delle benedizioni di coppie omosessuali.

#### Chiesa presbiteriana U.S.A.
La Chiesa presbiteriana U.S.A. (Presbyterian Church U.S.A.) riconosce il matrimonio tra persone dello stesso sesso dal marzo 2015.
Il Sinodo nel giugno 2014 al fine di consentire il riconoscimento dei matrimoni tra persone dello stesso sesso ha modificato la definizione di matrimonio in "unione tra due persone, tradizionalmente un uomo e una donna". La precedente definizione faceva riferimento esclusivamente a un'unione "tra un uomo e una donna". La nuova formulazione approvata in via definitiva nel marzo 2015, dopo che più della metà dei 171 organismi regionali la ha ratificata.

#### Chiesa d'Inghilterra
Nel gennaio 2023 la Camera dei Vescovi della Chiesa d'Inghilterra ha dato l'assenso alla benedizione delle unioni omosessuali celebrate con rito civile, ribadendo il no al matrimonio omosessuale ecclesiastico.
Le modifiche del diritto canonico e della dottrina richiedono maggioranze qualificate dei due terzi nelle tre camere: clero, vescovi e laicato (che sostiene economicamente le diocesi). Mentre le prime due sono di orientamento progressista, l'ultima è a maggioranza conservatrice.

### Ebraismo
L'ebraismo riformato o liberale e quello ricostruzionista (maggioritari negli Stati Uniti d'America), accettano ormai da molti anni di celebrare benedizioni delle convivenze fra persone dello stesso sesso. Queste cerimonie non equivalgono però, contrariamente a quanto scrivono di solito i mass media, alla celebrazione di "matrimoni omosessuali" in senso ebraico.
Ciononostante, anche questa scelta "prudente" è controversa e trova l'opposizione da parte delle correnti ortodossa e conservatrice, maggioritarie fra gli ebrei che vivono fuori dagli Stati Uniti d'America, ivi inclusa Israele.

### Islam
La netta maggioranza degli studiosi musulmani è fortemente ostile alla sessualità tra persone dello stesso sesso e il matrimonio fra persone dello stesso sesso non è riconosciuto in nessuno degli stati del mondo a maggioranza musulmana.

### Neopaganesimo
Il Neopaganesimo, almeno nelle sue correnti principali, è caratterizzato da una grande apertura alle differenze di identità e di orientamento sessuale.
Il rito matrimoniale, l'Handfasting, è celebrato abitualmente anche tra partner dello stesso sesso.

### Buddhismo
Nel Buddhismo il matrimonio è considerato un contratto secolare, regolato dalle leggi dello Stato, del tutto distinto dalla sfera religiosa. Al Sangha, inteso in senso stretto come comunità di monaci e monache, nel Vinaya Piṭaka è fatto divieto di officiare matrimoni.
Talora, soprattutto nei paesi a maggioranza Theravada, (come Sri Lanka, Thailandia, Birmania, Cambogia) prima della cerimonia secolare matrimoniale i futuri sposi partecipano a una cerimonia religiosa presso un tempio, dove semplicemente offrono devozione ai Tre Gioielli (il Dharma, il Sangha e il Buddha). Nei paesi a maggioranza Mahāyāna questa cerimonia prematrimoniale è limitata solo a persone particolarmente legate alla religione.
Pertanto non si pone alcuna posizione specifica nel Buddhismo in merito al matrimonio tra persone dello stesso sesso, in quanto appartiene a una sfera, quella matrimoniale, avvertita come totalmente distinta rispetto alla sfera della ricerca di salvezza, mārga, né in opposizione né in accordo.
Nel marzo del 2014 il Dalai Lama ha affermato in un'intervista di essere favorevole al matrimonio omosessuale.